# Роберт Бартлетт
Роберт Абрам Бартлетт (англ. Robert Abram Bartlett; 15 серпня 1875, Брігус, Колонія Ньюфаундленд — 28 квітня 1946, Нью-Йорк, США) — американський полярний мандрівник і мореплавець канадського походження. Відомий участю в досягненні Північного полюса Робертом Пірі.
«Капітан Боб» (англ. Captain Bob), як його назвав Роберт Пірі, походив з відомої родини ньюфаундлендських промисловців; у гренландській експедиції Пірі 1898—1902 років судном доставки «Віндворд» командував його дядько, а сам Роберт служив першим помічником. Він був капітаном експедиційного судна «Рузвельт» у експедиції Пірі 1905—1906 років. Під час експедиції 1908—1909 років до Північного полюса супроводжував санну групу Роберта Пірі до 87° 48' пн. ш. 1911 року капітан прийняв громадянство США. Також брав участь у Канадській експедиції Вільялмура Стефанссона, після загибелі флагманського судна «Карлук» урятував частину екіпажу, що вибрався на острів Врангеля, хоча одинадцять членів команди загинули.
Після повернення з Канадської експедиції Бартлетт працював із колишнім помічником Пірі Дональдом Макмілланом у затоці Мелвілл. У 1926—1928 роках працював у трьох експедиціях Джорджа Патнема в Гренландії та на Баффіновій Землі. Від 1925 року володів власною полярною шхуною «Еффі Морріссі», на якій здійснив двадцять арктичних плавань, виконуючи різноманітні роботи на замовлення Смітсонівського інституту, Інституту Карнегі, Американського музею природознавства, Нью-Йоркського ботанічного саду, Бронкського зоопарку. 1941 року американський уряд запросив його для розвідування місць будівництва та постачання військових аеродромів у Гренландії та Канадському Арктичному архіпелазі. За півстоліття морської діяльності здійснив понад сорок полярних подорожей, переживши близько дванадцяти корабельних аварій і тричі рятуючи команди суден, якими командував.
Заслуги Бартлетта як мандрівника та досвідченого арктичного штурмана визнали Конгрес США, Клуб першопрохідців та географічні товариства двох континентів. Монографічні біографії мандрівника випущено в 1977 та 2018 роках.

## Становлення

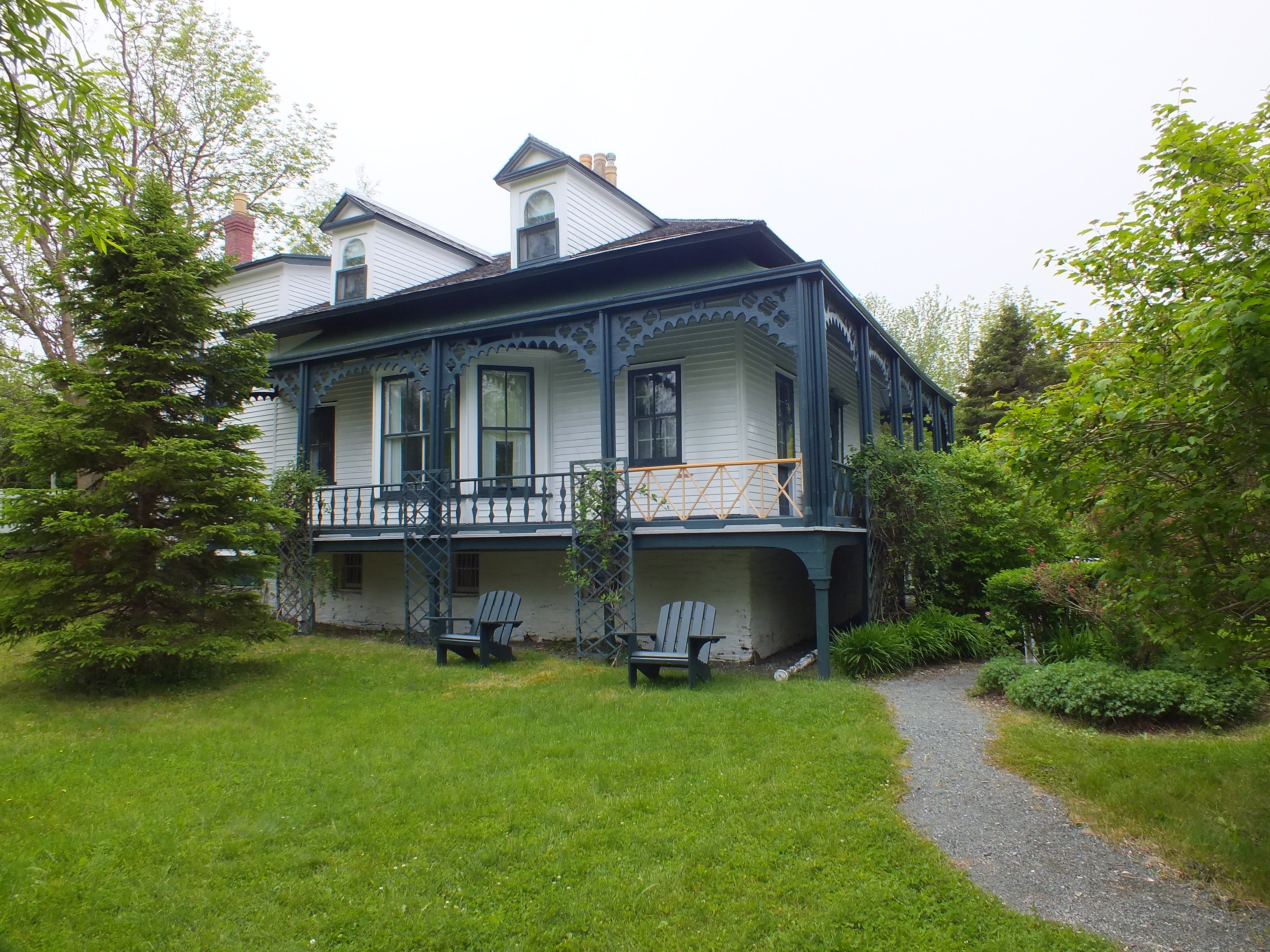
Готорн-Котедж — сімейне гніздо Бартлеттів. Фото 2011 року

Село Брігус у колонії Ньюфаундленд було успішним рибальським поселенням, яке, за словами Гарольда Горвуда, було «копією англійського селища» з «претензіями на комфорт і заможність». До гавані було приписано близько сотні рибальських суден; ритм життя диктувався промисловим сезоном: у березні починалося полювання на тюленів у льодових полях, а влітку промисел переносився у води Лабрадору на косяки тріски. Далі шкури, жир та солона риба перепродувалися на ринках Карибського басейну. Заможне сімейство Бартлеттів могло простежити своє походження до середини XVIII століття. Сам Роберт стверджував, що їхні далекі прабатьки були нащадками іспанців, які врятувалися після загибелі «Непереможної армади» та осіли в Англії. Г. Горвуд припускав, що вони могли бути басками, що визначало родові «неандертальські» риси обличчя. 1799 року родоначальник ньюфаундлендського сімейства — Вільям Бартлетт (1749—1829) — здійснив на своїй 30-тонній шхуні похід до острова Сіл, набравши повний трюм витопленого жиру і шкір. Відтоді чотири покоління Бартлеттів служили шкіперами арктичних промислових суден. Капітан Вільям Джеймс Бартлетт-старший (1851—1931) володів багатою рибальською ділянкою Турневік на Лабрадорі, яка розроблялася зі суходолу. У шлюбі з Мері Джемаймою Лімон (1852—1943) із успішної родини купців і судновласників Вільям мав одинадцять дітей.
Бабуся Роберта з боку матері — Мері Лімон, уроджена Норман (1830—1909) — походила з родини англійських сквайрів із Кента, які переїхали в колонії. Вона була висококультурною жінкою, співала і добре грала на фортепіано, і справила на старшого онука значний вплив, прищепивши аристократичну витонченість у побуті і любов до літератури та музики. Ці якості успадкувала й мати Роберта. Втім, Бартлетт зазначав, що бабуся була вольовою та владною особою. Її брат Вільям брав 1884 року участь у порятунку експедиції Грилі . Оскільки єдиний син Мері Норман не мав нащадків, вона переписала свою нерухомість на дочку, і Готорн-Котедж, у якому народився і виріс Роберт Бартлетт, спочатку належав Мері Лімон. Поступово вся нерухомість перейшла до Вільяма та Мері Джемайми Бартлеттів, разом із магазином, скотарнею тощо. Глава сім'ї в середньому здобував до 10 000 тюленячих шкірок на рік, що гарантувало безбідне існування сім'ї, що зростала. Народженого 15 серпня 1875 року первістка назвали Роберт Абрахам, на честь діда, хоча сам він згодом використовував друге ім'я «Абрам». За наступні вісім років у нього з'явилися чотири сестри; наступний син народився лише 1887 року. Бартлетти були побожними людьми, які цінували освіту, і віддавали своїх дітей у місцеву методистську школу. Вдома не курили, не вживали алкоголь і не лихословили, глава сім'ї виписував щонайменше п'ять релігійних журналів; практикувалося сімейне читання вголос. Втім, строгий у побуті (діти називали його не «батько», а «капітан») Вільям Бартлетт однаково цінував Тому Кемпійського, «Життя Ісуса» Ренана, Йосипа Флавія та «Рубаят»; усі ці книги Роберт цитував і тримав при собі до кінця життя. Навіть на схилі років він виписував літературні журнали, вирізав вірші, що йому сподобалися, і наклеював їх у альбоми.
За спогадами самого Роберта, в дитинстві він повільно ріс і не вирізнявся фізичною силою та здоров'ям, постійно страждаючи на застуди та бронхіти. Згодом він зміцнів, активно займався спортом, особливо ковзанами та лижами, навчився їздити верхи, у нього був один із перших у Бригусі велосипедів. У сім'ї було прийнято відкривати купальний сезон у день народження королеви (24 травня), навіть якщо на той час сніг ще не зійшов. Роберт не бачив собі іншого заняття, крім морського промислу, хоча мати хотіла, щоб він став священником. З дванадцяти років навчився стріляти (батьки вкрай несхвально ставилися до цього); доволі рано виявилася жвавість характеру, яку батько й мати прагнули придушити за допомогою різок. Г. Горвуд зазначав, що на схилі років Бартлетт записав у щоденнику, що мало не до сімнадцятиріччя страждав від нічного нетримання сечі, що пов'язував із сімейним вихованням. У п'ятнадцятирічному віці його віддали до методистського училища в Сент-Джонсі — престижної школи, яка давала фундаментальну загальну освіту. Однак Бартлетта навчання цікавило мало, частково проблему становив енурез, нетерпимий у пансіоні. 1891 року пішов у свій перший промисловий сезон з дядьком на шхуні «Пантера», де особисто вбив вісімнадцять тюленів і провалився під лід; так пройшло «бойове хрещення». У цьому плаванні «Пантера» потрапила в зону стиснення і втратила кермо і гребний гвинт, які довелося заміняти на ходу. Сезон був удалим: Роберт отримав частку рядового тюленебоя, яка становила 63 долари 90 центів (на той час гонорар 50 доларів вважався дуже хорошим). Перші зароблені гроші Бартлет-молодший уклав у страховий внесок на тридцять років; подібні внески на початку 1920-х років допомогли йому пережити період, коли він залишився без роботи.

## Морська кар'єра Перша експедиція з Робертом Пірі

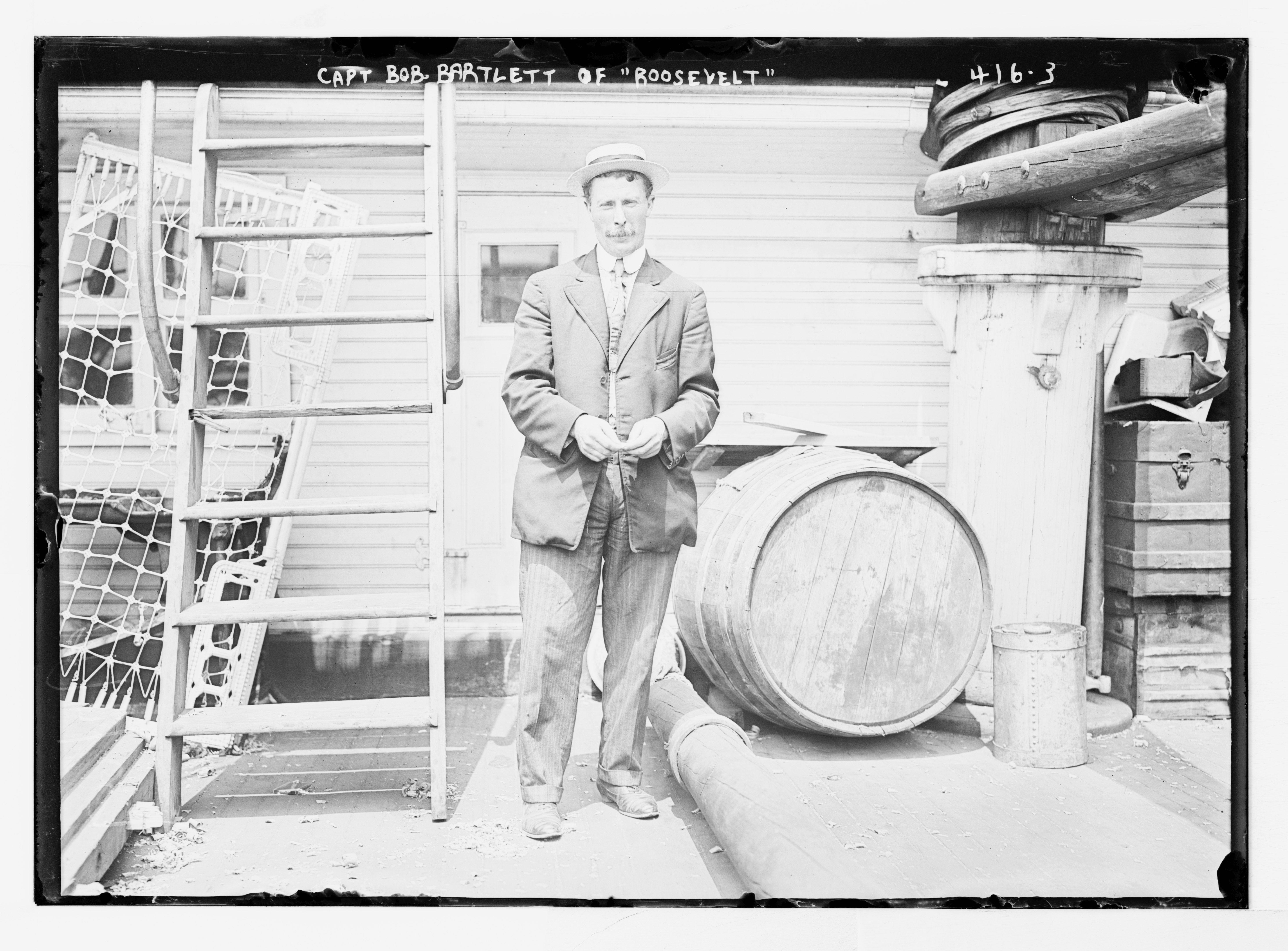
Бартлетт на палубі

Кинувши школу в 17-річному віці (останній рік навчання не був ознаменований жодними успіхами), восени 1891 року найнявся матросом торгової баркентини «Корисанда», яка прямувала з вантажем риби до Бразилії. Плавання виявилося важким: вже першого ж дня спалахнула бійка серед екіпажу, капітан, ймовірно, страждав на алкоголізм і не міг підтримувати дисципліну. Плавання в Пернамбуку тривало вдвічі довше, ніж це вважалося звичайним у сезон пасатів. Роберту доводилося відстоювати по дві вахти — у сумі дванадцять годин важкої роботи зі снастями і в трюмі. Його старанність привела до підвищення — його переведено з кубрика на баку в каюту другого помічника, він отримав власне ліжко, що підтверджувало статус майбутнього офіцера. На зворотному шляху судно потрапило в низку зимових штормів і, нарешті, в Різдвяний святвечір зазнало аварії за 5 миль на захід від мису Рейс. Морякам надали допомогу місцеві рибалки. У Брігус Боб прибув залізницею, його зустрічав священник, якому довелося визволяти хлопця з поліційної дільниці: його товариш по службі сховав крадені речі в сумці Бартлетта. Вже у квітні він пішов на батьківській шхуні промишляти тюленів.
Посвідчення судноводія отримав у 22-річному віці (в Галіфаксі 1898 року), на практиці опанувавши навігацію. Батько в літній сезон довірив 18-річному первістку рибальське судно «Оспрі», попередньо особисто проекзаменувавши його. Плавання на дистанцію дві тисячі миль принесло пристойний улов, який виявився найуспішнішим у його рибальській кар'єрі. Чотири сезони поспіль Роберт перебував на борту різних торгових суден восени та взимку, а на борту рибальських суден навесні та влітку. До досягнення 22 років він уже відвідав Латинську Америку, Європу, Карибський басейн і Середземне море на суднах, які доставляли вантаж бананів, солоної риби, м'яса тюленів, вугілля тощо. Того ж 1898 року доля звела Бартлетта з Робертом Пірі.

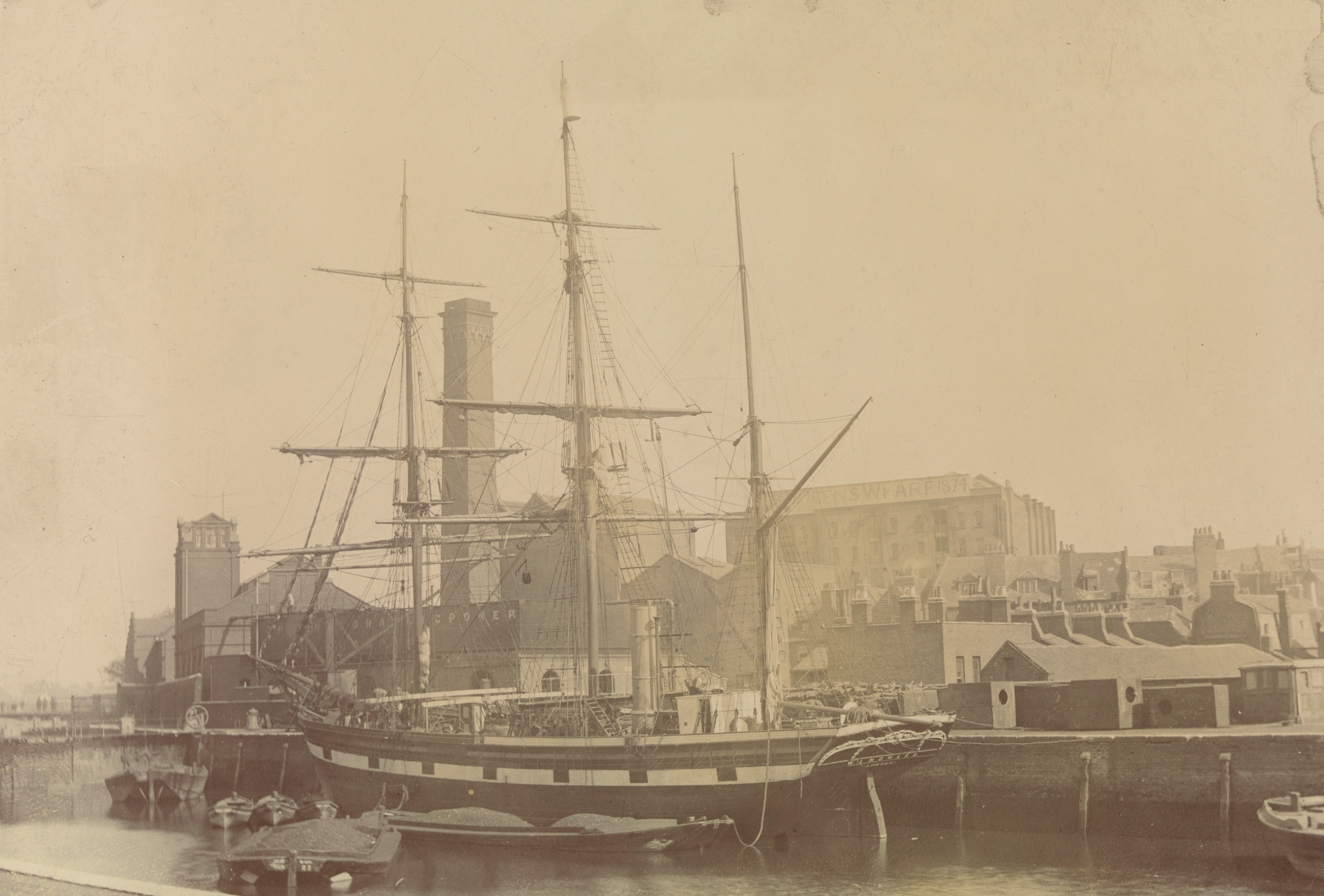
Експедиційне судно «Віндворд» біля причалу, вигляд із корми

У літній сезон 1898 року дядько Джон запропонував Бобу Бартлетту піти на острів Елсмір його першим помічником. Роберт Пірі найняв яхту «Віндворд» та допоміжне судно «Гоуп» (під командою іншого дядька — Сема Бартлетта) для спроби дослідження Північної Гренландії та Землі Гранта (так у ті часи називалася північна частина Елсміру). Пірі хотів облаштуватися на старій базі Грилі у Форт-Конгері для розвідки протоки Сміта, зону якої вважав своєю монополією і назвав «американською дорогою до Північного полюса». Амбіційний американець мав намір закинути наскільки можна на північ ескімосів, які служили погоничами собак і провідниками, і досягти на собачих упряжках полюсу по льодах, що дрейфують. Раніше Пірі збирався базуватися в Гренландії, але після важких походів під час двох експедицій у 1892—1895 роках відмовився від використання північного узбережжя цього острова.
Завданням Роберта («Боба», як його називали зазвичай) стало наймання досвідчених ньюфаундлендських моряків і доставлення їх до Нью-Йорка. 10 червня 1898 року команда в повному полярному екіпіруванні прибула на Стейтен-Айленд. Віндворд, який подарував Пірі лорд Норткліфф, перебував у поганому технічному стані: у трюмах стояла вода, пробоїна в корпусі була закрита пластирем, парова машина була зношеною. При відплитті 3 липня виявилося, що 25-сильний паровий двигун навіть не дозволяє йти проти течії Іст-Ривер. Наступний захід відбувся в Сідні, коли вугіллям було забито всі вільні простори під палубою; паливо приймали навіть навалом на верхній палубі. Прибувши в ескімоське становище, Бартлетти виявили, що «Гоуп» випередив їх лише на день. Пірі завантажився на борт «Віндворда» у супроводі дюжини ескімоських сімейств (жінки шили полярний одяг, супроводжували своїх чоловіків та сприяли психологічному розвантаженню європейської чоловічої команди, у тому числі за звичаєм обміну дружинами). Роберт Пірі мав ескімоську коханку Аллакасінгву, яку він називав «Еллі». Жодного свідчення, що Роберт Бартлетт користувався ескімоським звичаєм гостинності, не виявлено. Однак інші співробітники Пірі широко використовували полярних похідно-польових дружин, включно з негром Метью Генсоном, чий гренландський син-напівкровка навіть брав участь у кількох експедиціях Бартлетта.
Зважаючи на раннє настання зими, «Віндворд» було вморожено в лід біля мису Сабін, за 300 миль на південь від басейну Кейна. Пірі вважав своїм головним суперником норвежця Свердрупа, який на Фрамі обстежив південну частину острова Елсмір. Через побоювання втратити першість, Пірі ризикнув вийти до Форт-Конгера полярної ночі, що призвело до сильного обмороження і втрати пальців на ногах. За час одужання Пірі (до травня 1899 судно все ще було заблокованим льодами) Бартлетт з ним потоваришував. Разом вони розробили проєкт полярного судна, яке здатне подолати льодові перемички та прорватися до північного узбережжя Елсміру. Роберт поставив умовою свою особисту участь у майбутньому підкоренні Північного полюса. 1900 року Пірі знову спробував досягти північного узбережжя Гренландії, і в травні відкрив найпівнічнішу точку острова — мис Джесуп (83° 39' пн. ш.). У сезон 1901 року на північ виступити не вдалося, але 6 березня 1902 Роберт Пірі разом з Генсоном і чотирма ескімосами спробував виступити в похід на Північний полюс. Дійшовши до Форт-Конгера, вони пройшли узбережжям до мису Гекла і змогли 21 квітня досягти 84° 17' пн. ш. Пірі пройшов на 27 морських миль більше, ніж під час спроби 1900 року, але того ж року стало відомо, що Умберто Каньї з експедиції герцога Абруцького досяг 86° 34' пн. ш., що на 137 миль перевищувало результати Роберта.

## На Рузвельті до Північного полюса

### Перша спроба

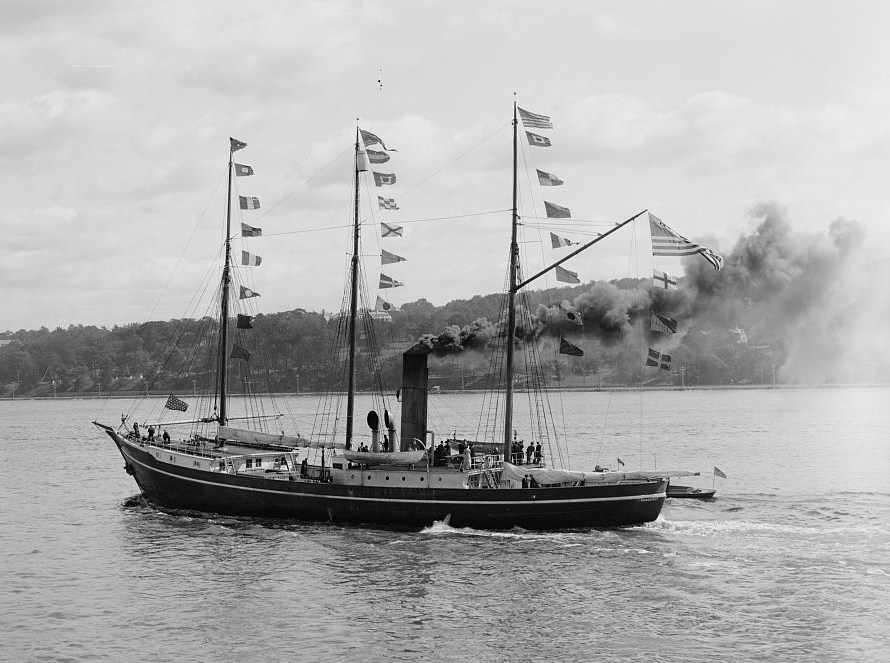
«Рузвельт» на річці Гудзон 1909 року

#### До мису Шерідан і льодами Центральної Арктики

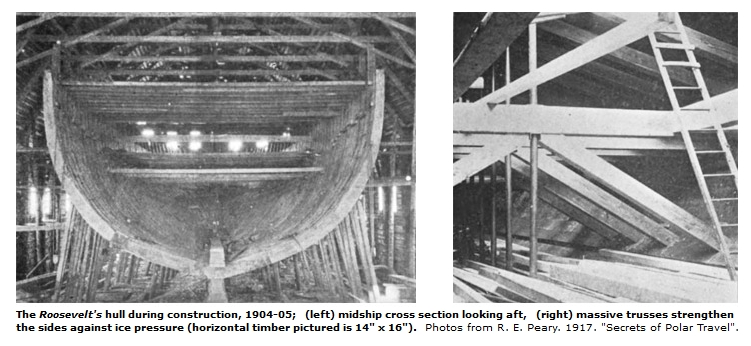
Фото корпусних конструкцій «Рузвельта», що будується.

Після повернення Пірі негайно взявся збирати кошти на будівництво експедиційного судна. Тоді еталоном полярного суднобудування вважали норвезький «Фрам», але Бартлетта не влаштовувала сама концепція пасивного опору стисканням пакових льодів. Шкіпер запропонував побудувати дерев'яне судно з вузьким форштевнем, який дозволить «наїжджати» на льодове поле та розколювати його вагою корпусу; потужна парова машина мала сприяти цьому. Пірі прийняв цю ідею. Корабель отримав назву на честь американського президента — «Рузвельт», і для 1905 був дуже інноваційною конструкцією. Хоча він не був повноцінним криголамом, але міцність корпусу і тисячосильна парова машина дозволяли впоратися з льодовими полями потужністю до шести футів (1,8 м). Одночасно товщина та форма бортів мали вберегти судно від стиснення у разі незапланованого дрейфу або під час зимівлі. Однак через те, що парова машина була дуже габаритною, а внутрішній простір корпусу був майже повністю зайнятий вугільними трюмами, найслабшим місцем Рузвельта був мідель, оскільки розташування машинного відділення не дозволяло посилити конструкцію. Було передбачено вітрильне озброєння, як у шхуни, яке слугувало і для ходу в льодах: під час роботи вітрилами можна було розгойдувати корпус, долаючи льодові перемички. Бартлетт заявив, що зможе в буквальному значенні пробитися до узбережжя Льодовитого океану. Пірі був потрібен гучний успіх, оскільки спорудження судна коштувало майже півмільйона доларів, що було істотною сумою навіть для впливових членів Арктичного клубу; начальник експедиції також вліз у серйозні борги. Пірі погодився, що команда судна складатиметься з досвідчених ньюфаундлендських промисловців; на думку Бартлетта, полювання на тюленів було значно небезпечнішим від будь-якої полярної експедиції.
Як зазначав Г. Горвуд, вихід у ризиковану експедицію на щойно побудованому кораблі, тим більше настільки новаторської конструкції, був серйозним ризиком. «Рузвельту» був потрібний приблизно річний випробувальний цикл, причому в менш екстремальних умовах, ніж протока Сміта. Подорож 1905 року не задалося від початку. Після виходу з Кейп-Бретону стався вибух у котельні, через що можна було розвивати не більше третини номінальної потужності парової машини; вітрила перетворилися на фактор виживання. Після досягнення протоки Кеннеді Бартлетт буквально оселився у «воронячому гнізді», щоб мати максимальний огляд під час прокладання курсу, використовуючи найдрібніші тріщини у льодах. Особливо важкими були умови в протоці Робсона, що веде до полярних вод, вони практично нічим не відрізнялися від сезону 1898 року. Похід з Іти до мису Шерідан (близько цього місця потім побудовано Алерт) зайняв три тижні, коли вдавалося проходити не більше 15—16 миль на добу, і, як запевняє капітан, кожен день міг стати останнім. 5 вересня «Рузвельт» досяг заздалегідь запланованої зимувальної бухти.
Виявилося, що в попередні роки Пірі не усвідомлював небезпек зимівлі на Землі Гранта. Від найближчого людського поселення на півдні експедиціонерів відокремлювали понад 600 миль. У відкриту затоку заходили ущільнені поля паку; 16 вересня таке льодове поле мало не винесло шхуну на берег, проте форма корпусу зрештою допомогла вичавити його з льодової подушки та розколоти лід. Судно майже не зазнало пошкоджень, не рахуючи невеликої течі в сальниковому пристрої. Далі треба було запасти якомога більше м'яса: на судні було понад шістдесят осіб і двісті їздових собак, у трюмах просто не було місця для дворічного запасу провіанту. Пірі розраховував на полювання. Лише вівцебиків та карибу забили 240 голів, не рахуючи моржів та білих ведмедів.

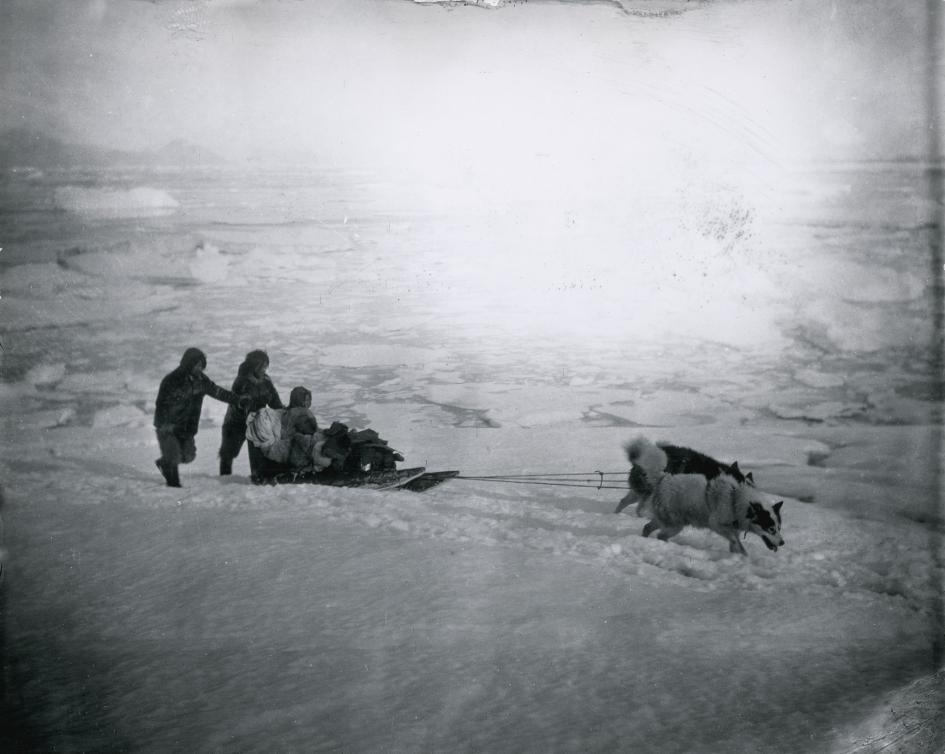
Собаки, запряжені в ескімоські сани

19 лютого 1906 року, відразу після закінчення полярної ночі, Бартлетт виступив із упряжкою собак і асистентами-ескімосами (не знайшовши часу записати їхні імена в щоденник) для прокладання шляху. Пірі не розраховував пройти 900 миль до полюса й назад, захопивши всі необхідні запаси. Його система передбачала кілька передових загонів, які повертатимуться, передаючи начальнику припаси та їздових тварин. Похід Бартлетта в сезон 1906 року тривав 121 день і був, за його ж свідченнями, «понад сили людські». Він торував стежку для Пірі, буквально прорубуючись крізь тороси й гребені стисків, зводячи іглу замість наметів, зрештою на смерть загнавши своїх їздових собак, проходячи при цьому не більше двох миль на день. 21 квітня, перебуваючи на 85° 12' пн. ш., Бартлетт зіткнувся з «Великою ополонкою», яка, як з'ясувалося значно пізніше, була межею зіткнення полярних океанських вод і відносно теплих і мілких вод континентального шельфу. Роберту довелося чекати шість діб, перш ніж утворився «міст» із молодого льоду, яким вдалося переправити нарти. До полюса залишалося ще 331 миля і за таких темпів пересування це вимагало б ще п'ять місяців без шансу на повернення. Пірі відправив Бартлетта на «Рузвельт», а сам спробував хоча б перевищити рекорд експедиції герцога Абруцького. Після повернення Пірі стверджував, що досяг 87° 06' пн. ш., побивши рекорд італійців на 36 миль і не дійшовши двохсот миль до полюса. Скептики ще на початку XX століття стверджували, що цьому досягненню не було надано жодних доказів. Пірі не був професійним навігатором, і використовував украй примітивні методи, вважаючи, що рухається меридіаном мису Шерідан, і вкрай рідко заміряючи довготу і магнітне схилення. На зворотному шляху Пірі, його супутників-ескімосів та Метью Генсона віднесло льодами до Північної Гренландії, де вони опинилися на межі голодної смерті. Лише 1 червня вони повернулися на «Рузвельт», а вже наступного дня Роберт Пірі вирушив на свіжих упряжках уздовж усього узбережжя Землі Гранта, щоб пройти до кордонів, досліджених норвежцями в 1898—1902 роках.

#### Важке повернення

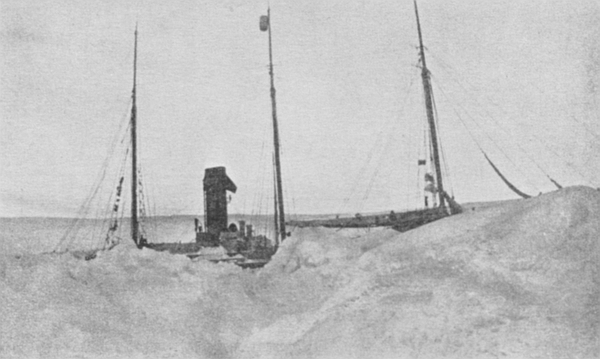
«Рузвельт» біля мису * Шерідан (мис) на зимівлі

4 липня, коли Пірі ще був відсутній, Бартлетту вдалося вивести «Рузвельт» зі смуги припаю, і спрямувати шхуну в протоку Робсон шукати відповідні проходи в льодах. Про всяк випадок він направив до Пірі рятувальну партію з листом, щоб у разі запізнення той одразу прямував у Форт-Конгер. Однак незабаром натиск морського льоду зі сходу притис «Рузвельт» до берегових скель. Під час боротьби з льодами втрачено кермо і дві з чотирьох лопатей гвинта, отримано пробоїну в підводній частині корпусу, що загрожувала повним затопленням (водонепроникних перебірок у корпусі не було). При підведенні пластиру було витрачено кубометр клоччя і бочку цементу, і відтоді була потрібна безперервна робота на помпах. Пірі встиг сісти на борт свого судна. 27 серпня «Рузвельт» зійшов на воду, проте від 28 серпня до 5 вересня шхуна дрейфувала басейном Кейна. Протягом наступних дев'яти днів удавалося проходити не більше двох миль на добу. Мису Сабін, де «Віндворд» був блокованим протягом трьох сезонів, досягли 14 вересня, подолавши за десять тижнів всього 100 миль. У ніч на 17 вересня, після 75-денної боротьби з льодами, експедиція прибула до Іти.
Щоб не затонути по дорозі назад, Бартлетт посадив «Рузвельт» на мілководді, і під час відпливів команда відновила підводну обшивку на кормі, встановила нове стернове перо і гвинт. Роберт відверто сумнівався, що зможе зберегти судно, і кожен день позначав у судновому журналі як останній. З Іти вийшли 20 вересня; шість днів ескімосів розвозили в їхні рідні стійбища. Боротьба за повернення тривала ще два з половиною місяці, погода майже весь час була штормовою, до того ж став протікати єдиний паровий котел, загрожуючи вибухом. 6 жовтня знову сталася аварія стернового пристрою. Бартлетт наказав виготовити з бізань-гіка подобу кермового весла, яке керувалося тросами, протягнутими до вітрильних лебідок. Біля узбережжя Лабрадору закінчилося вугілля, а найближчому поселенні не було паливної станції. Тому закупили ялинову деревину, потім дрова та ворвань. У Гоупдейлі був покинутий вугільний склад, із якого вдалося дістати майже сім тонн залишків та ще дві тонни докупити в Гокс-Гарборі. Нарешті, 2 листопада експедиція дісталася Батл-Гарбора, де був телеграф. Повідомивши про результати, Пірі закупив 40 тонн вугілля, але 3 листопада налетів ураган, під час якого було втрачено головний якір і обірвано швартови. Бартлетту буквально дивом вдалося зберегти корабель. Лише 13 листопада вдалося вибратися з Батл-Гарбора; цього дня через хуртовину вдалося пройти всього чотири милі. Під час руху вздовж Ньюфаундленду знову скінчилося паливо, його закупили в Сенді-Пойнт, причому вугілля довелося вантажити з човнів у морі, тому що мілководдя не дозволило підвести «Рузвельта» до берега. У Сідні Пірі негайно виїхав поїздом відповідати перед спонсорами, а Бартлетт отримав усі повноваження привести судно до ладу і повернути його до Нью-Йорка. Спроба пройти до Галіфаксу через канал Сен-П'єр виявилася вкрай невдалою: шлюзи забилися мулом, шхуна постійно сідала на мілини, а силова установка остаточно вийшла з ладу. Під вітрилами вдалося дійти до Селберна, де вдалося поновити роботу котла. Біля узбережжя Мена «Рузвельт» знову сів на мілину, але все-таки в Різдвяний святвечір увійшов у гирло Гудзону. Перехід з Іти тривав 99 днів.
Бартлетт у щоденнику описував, що протягом наступного тижня відсипався по чотирнадцять годин на добу. Дещо одужавши, капітан вирушив додому, готуватися до промислового сезону 1907 року. Пірі тоді віжзначили медаллю Габбарда, а Бартлетту спонсор — Морріс Джесуп — вручив талісман: монету 20 доларів.

### Друга спроба

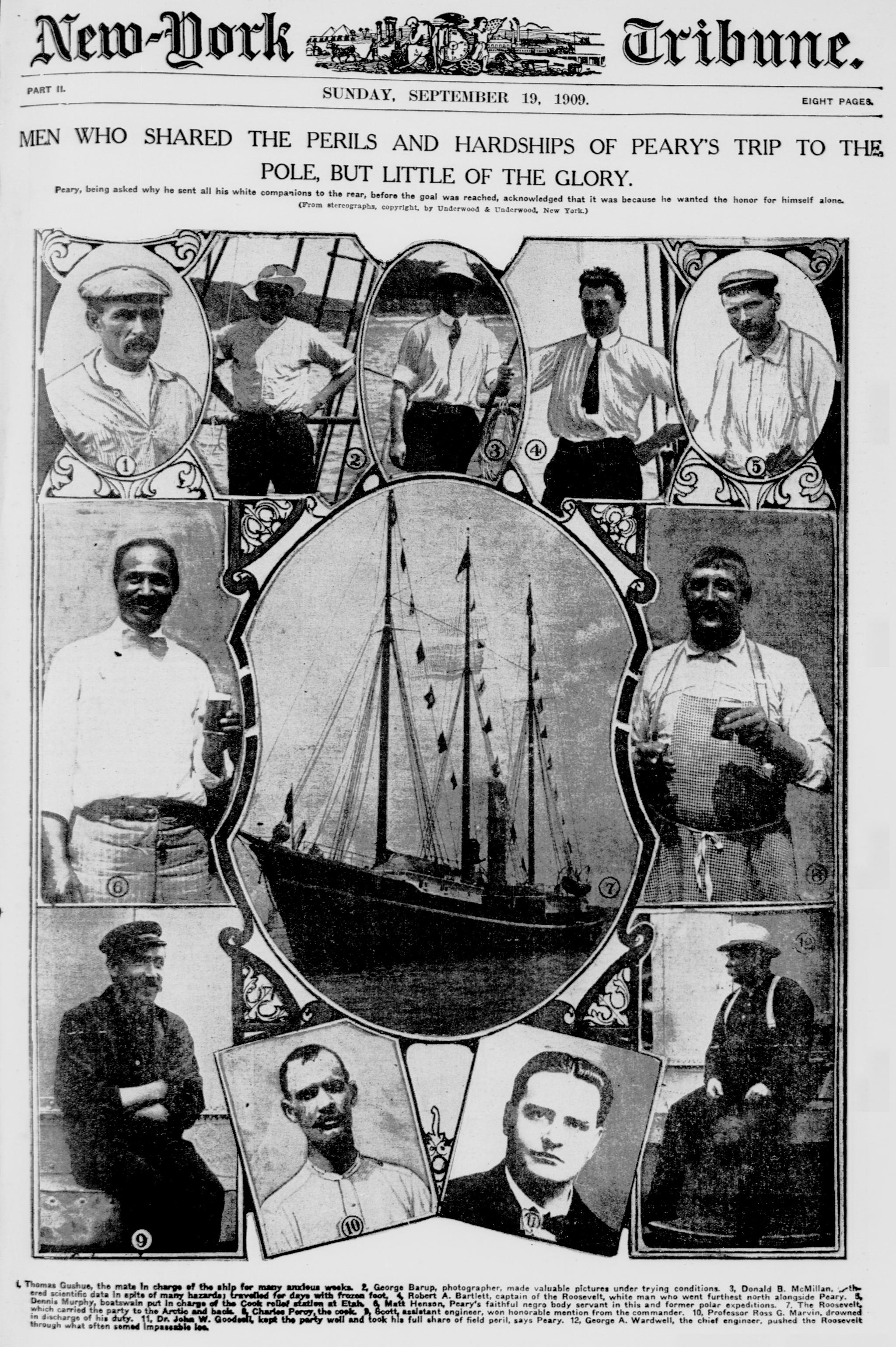
Випуск газети «Нью-Йорк триб'юн» від 19 вересня 1909 року із зображеннями «Рузвельта» та його команди

#### Знову на острів Елсмір
1907 виявився важким: США вразила економічна криза, помер головний спонсор Джесуп, дефіцит експедиційного фонду досяг 100 000 доларів, «Рузвельт» вимагав капітального ремонту корпусу і заміни силової установки. Роберт Пірі навесні 1907 року покликав Бартлетта на допомогу: авторитет капітана міг залучити потенційних спонсорів, а також публіку під час лекцій. Кампанія виявилася невдалою, щоб заробити, Роберту Бартлетту довелося брати участь із батьком у полюванні на тюленів, яке принесло за сезон значний прибуток. У березні 1908 року він отримав у командування сімейну баркентину «Леопард» і вирушив у затоку Св. Лаврентія полювати на морських котиків. Однак весна була холодною, біля східного узбережжя Ньюфаундленду не розсіювалися щільні льодові поля. Бартлетт вирішив ризикнути, як раніше на «Рузвельті», спрямувавши своє судно в тріщини між припаєм і морським льодом. Через шторм, що налетів зі сходу, «Леопард» був вичавлений на скелі біля Гаппагайдена і затонув. Бартлет урятував усіх членів команди і навіть частину спорядження, але сезон виявився зірваним. Капітан поринув у нудьгу і до червня сидів удома в Бригусі, покинувши все. Незабаром прийшла телеграма від Пірі з наказом Бартлетту в дводенний термін прибути до Нью-Йорка для підготовки подорожі на «Рузвельті». На місці виявилося, що багато не зроблено, борги зростали; експедиція мала завершитися підкоренням Північного полюса. Завдяки підтримці генерала Томаса Габбарда відплиття відбулося 7 липня 1908 року. Експедицію проводжав екс-президент Теодор Рузвельт.
У Сідні «Рузвельта» зустрічало судно постачання «Ерік», завантажене 800 тоннами вугілля; крім того, на мисі Чарльз Пірі закупив у китобоїв десять тонн китового м'яса для собак, але воно виявилося протухлим і стало причиною захворювань і упадку їздових тварин. Зупинилися й у рибальських угіддях Бартлеттів у Турнавіці, де взяли запас тріски для собак та людей, а також п'ятдесят пар чобіт із тюленячої шкіри. В Іті на борт узяли ще 500 тонн доставленого заздалегідь вугілля, 70 тонн китового м'яса (також виявилося зіпсованим) і 246 собак, які вирізнялися буйною вдачею. Взявши на борт ескімосів, «Рузвельт» вступив у тритижневу боротьбу з льодами басейну Кейна, прибувши на мис Шерідан 5 вересня 1908 року. Програма була грандіозною: експедиція мала стартувати з мису Колумбія, розташованого за 90 миль від зимових квартир, треба було закинути всі необхідні припаси, а також заготовити свіжого м'яса на всю зимівлю. Крім суднової команди та наукового загону, на «Рузвельті» йшли 49 ескімосів, з них 17 жінок та 10 дітей. Всі вони були постійно зайняті: чоловіки працювали погоничами собак та на полюванні, жінки шили полярне спорядження, діти доставляли на борт прісний лід на розтоплювання.

#### На далекій Півночі

Бартлетт у ескімоському полярному одязі

Головною складністю було припасування полярного одягу для кожного учасника санного походу. Ескімоси збудували для Пірі сани зі сталевими полозами; деревину дуба доставлено на «Рузвельті». Начальник називав конструкцію «санями Пірі». Вони були довшими і мали ширші полози, ніж аборигенні, маючи вантажність 650 фунтів. Кожні сани запрягалися десятьма собаками, запас корму для яких було розраховано на 50 днів. Тому на кожних санях 500 фунтів займав собачий корм, і лише 150 — решта вантажів для людей, що пояснювало гігантські каравани, які були потрібні Пірі. Раціон включав 50 фунтів сухарів і 50 фунтів пемікану, ще 50 фунтів на інше, зокрема чай, цукор, запасний одяг, гас. Для економії ваги не брали наметів та спальних мішків: на стоянках зводили іглу, в яких люди спали на розстелених шкурах, не роздягаючись. У полярну ніч 15 лютого 1909 року при світлі гасових ліхтарів Бартлетт виступив до мису Колумбія, і вже 28-го ступив на кригу Північного Льодовитого океану в авангарді походу; був «підбадьорливий» мороз −30 °F (−34 °C) та штормовий вітер. Він мав 8 саней і 56 собак, а всього в поході брали участь семеро американців (включно з негром Генсоном), 19 ескімосів та 20 нарт.
Наступний місяць виявився дуже важким для групи Бартлетта, який торував стежку, розставляв віхи з прапорами і зводив іглу, якими користувалися інші загони та полюсна партія Пірі. Люди Бартлетта проходили менше 10 миль на добу за 18 — 20 годин, оскільки гребенів стиснення та водяних прогалин було більше, ніж у сезон 1906 року. Майже постійно дули штормові вітри, а температура не піднімалася вище −50 °F (−46 °C). Від 7 до 14 березня експедиція взагалі стояла на місці через Велику ополонку, що не закривалася, і сильний шторм. Проте обидва Роберти домовилися, що боротимуться до кінця. Це не означало, що їхній ентузіазм поділяла вся команда. У перший місяць дезертували два ескімоси-погоничі на ім'я Пуадлуна та Панікпа. За авангардом Бартлетта з різницею на добу йшов учений із Єльського університету Джордж Боруп із трьома ескімосами на чотирьох упряжках. На добу за ним ішла група Метью Генсона, і далі — професора Корнелльського університету Росса Марвіна, доктора Гудсела і Дональда Макміллана, вони мали передавати припаси Бартлетту й Пірі, і повертатися. Пірі йшов останнім без нічого; оскільки в нього були скалічені стопи, здебільшого його везли на санях.
20 березня з широти 85° 23' відправлено Борупа, а 26 березня повернув від 86° 38' пн. ш. Рос Марвін. Оскільки Марвін мав штурманський диплом, він підписав для Пірі заяву, що справді побував на цій широті. Його доля виявилася драматичною: Пірі писав у звіті, що професор потонув у ополонці. Як з'ясувалося згодом, Марвін поводився зі своїми супутниками-ескімосами, як із прислугою. Його супроводжували давній учасник експедицій Пірі Кудлукту та його родич Інугіто. Коли арктичні мисливці втомилися і запропонували влаштувати привал (стан собак і кількість запасів це дозволяли), Марвін став наполягати на подальшому русі, а далі перейшов до рукоприкладства. Тоді Кудлукту вистрілив у професора з пістолета, а потім зіштовхнув тіло в розщелину, вкриту тонким молодим льодом. Після успішного повернення на «Рузвельт» ескімоси засвідчили, що Марвін потонув, а вони не змогли його витягнути. Через п'ятнадцять років, коли Кудлукту охрестився у місіонерів, він зізнався у вбивстві на сповіді, а Інугіто розповів історію зі свого боку Макміллану, який тоді перебував у Арктиці з експедицією. Пірі про щось здогадувався ще 1909 року, але не став проводити розслідування.

#### «Північний полюс»

Капітан Бартлетт із помічниками-ескімосами на марші

28 березня возз'єдналися загони Генсона та Бартлетта. Хенсон виявив Роберта в іглу міцно сплячим, і не став будити. Коли капітан прокинувся, то повідомив, що пройшов 14 годин у дуже важких льодових умовах. Незабаром прибув Пірі. Загальний табір розкинули трохи за 87° пн. ш. приблизно за 150 миль (134 морські милі) від полюса і за півсотні миль від точки, яку Роберт Пірі оголосив досягнутою 1906 року. 1 квітня Пірі заявив, що відправляє Бартлетта назад. В інтерв'ю репортерові New York Herald капітан зізнався, що навіть заплакав від таких повідомлень. Згодом Пірі багато разів пояснював мотиви свого вчинку, які загалом зводилися до того, що він хотів бути єдиною білою людиною і єдиним американцем, який опинився на Північному полюсі. З Пірі далі пішли його помічник-негр Генсон і четверо ескімосів — Сіглу, Ута, Егінгва, і Укеа; Бартлетт був уродженцем Ньюфаундленда, тобто британським підданим. Очевидно, між ними сталася сварка, але надалі Пірі та Бартлетт продовжували спілкуватися, а у своїх звітах обидва заявляли, що зберегли сердечні стосунки. Критики досягнення Пірі заявляли, що Роберт вже тоді розумів, що не зможе досягти полюса, і при цьому не міг не оголосити про свою перемогу, оскільки був надто старим для ще однієї спроби. Наявність у команді досвідченого штурмана була надто ризикованою. Біограф Бартлетта Гаррет Горвуд відверто сумнівався, що Пірі вдалося за вісім днів дістатися до полюса, оскільки для цього він мав проходити по тридцять миль на день за ідеальної погоди та рівної льодової поверхні. Звідси робився висновок, що для експедиції Пірі широта, виміряна Бартлеттом 1 квітня, 87° 48' — була найвищою точкою, достовірно досягнутою людиною по поверхні льоду, що дрейфує.

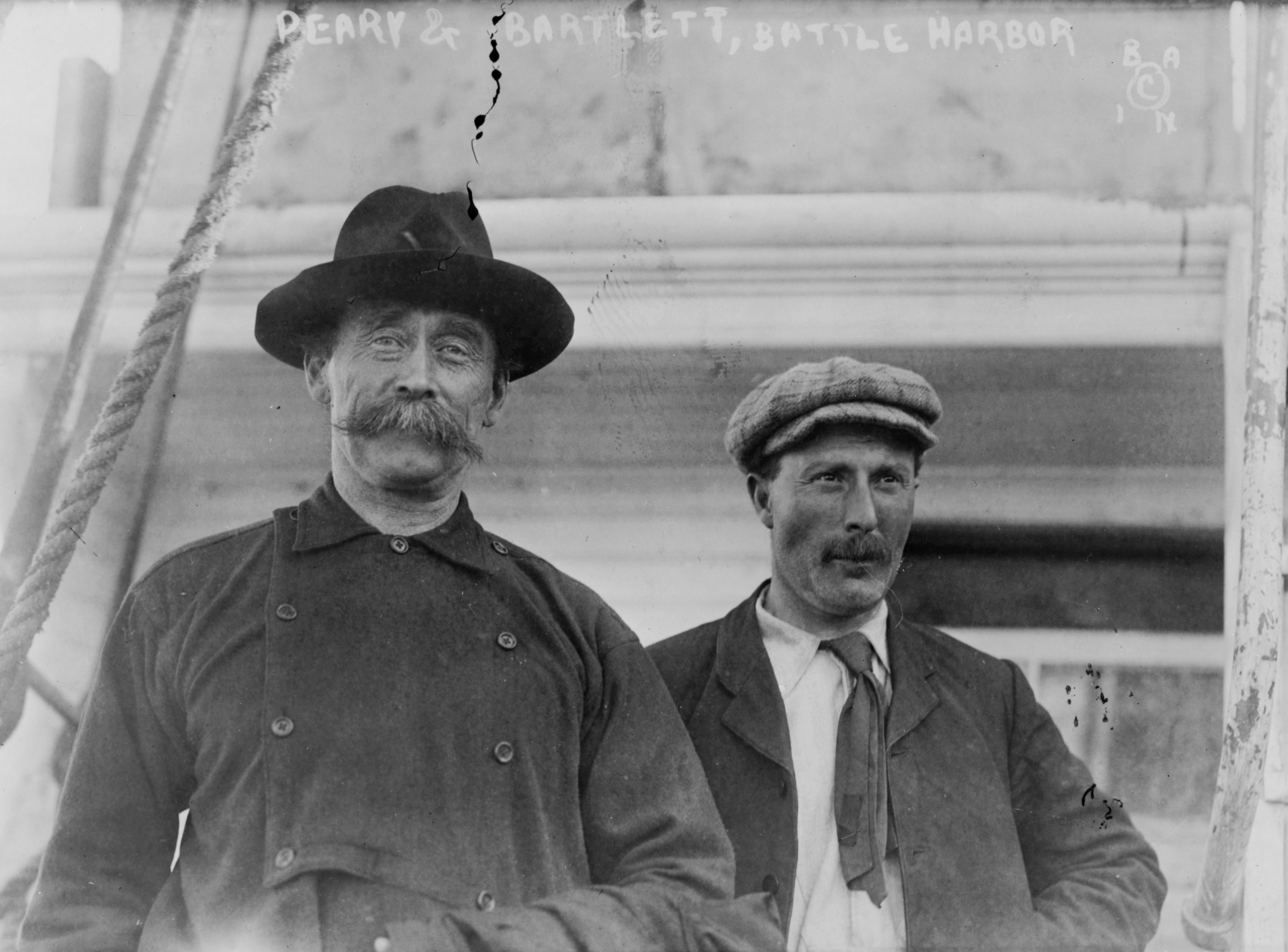
Роберт Пірі (ліворуч) та Роберт Бартлетт у Баттл-Гарборі на Лабрадорі. Фото 1909 року

У спогадах, опублікованих 1928 року, Бартлетт повідомляв, що зворотний шлях до мису Колумбія був дуже важким. Через сильну заметіль було втрачено слід, а сам капітан одного разу провалився під молодий лід при −32 °F. Його витягли ескімоси, розтерли і загорнули в шкури вівцебика. Втім, Бартлетт вчасно перевдягся і навіть не захворів. Загону знадобилося вісімнадцять днів, щоб досягти суходолу. 23 квітня його наздогнав і Пірі, якого Бартлетт зустрів словами: «Вітаю вас, сер, з досягненням Північного полюса». Далі майже місяць експедиція чекала прийнятного стану льоду, але все-таки 17 серпня «Рузвельт» дістався становища Анноаток за 25 миль на північ від Іти. Тут американці зустріли багатого американського мисливця Гаррі Вітні, який повідомив, що лікар Фредерік Кук, який брав участь у перших експедиціях Пірі, повернувся після 13-місячної відсутності і заявив, що досяг Північного полюса 21 квітня 1908 року. Вітні було доручено його щоденники, навігаційні записи та інструменти, поки Кук вирушив у данські колонії Гренландії для пошуку судна, яке доставило б його у великий світ. Пірі заборонив брати ці матеріали на борт «Рузвельта».
21 серпня в гирлі затоки Сміт експедиція зустріла шхуну «Джині» під командуванням Сема Бартлетта, дядька Боба, спрямованого Арктичним клубом із вантажем вугілля, щоб не повторилася ситуація сезону 1906 року. Біля мису Йорк зустріли китобійне судно «Данді», командир якого повідомив, що теж зустрічався з Куком, який попрямував до Копенгагена. Пірі розпорядився якнайшвидше йти на Лабрадор, де були телеграфні станції. 5 вересня Пірі вперше на весь світ заявив про досягнення Північного полюса в квітні 1909 року. Виявилося, що Кук випередив його на п'ять днів, і 8 вересня Пірі телеграфував генералу Габбарду з Батл-Гарбора, оголосивши Кука ошуканцем.
Сам Роберт Бартлетт майже не брав участі у розглядах пріоритету Роберта Пірі. Проте, після проголошення Пірі на рівні Конгресу США першовідкривачем полюса, Бартлетт отримав свою частину слави. 1910 року його відзначено нагородами низки географічних товариств, причому італійську медаль йому вручав король цієї країни; Роберт провів комерційно успішне турне з публічними лекціями в різних країнах Європи. З Пірі вони підтримували незмінно дружні стосунки до самої його смерті 1920 року, але більше ніколи не працювали разом.
Мора Ханрахан вважала, що Пірі не взяв Бартлетта у фінальний ривок до полюса pjrhtvf q через відсутність у нього американського громадянства, тим більше, що основні роботодавці та спонсори обох були пов'язані з Арктичним клубом. 1911 року Бартлетт пройшов процедуру натуралізації в Східному окрузі Нью-Йорка.

## Канадська арктична експедиція та її наслідки

### Подорож на «Беотиці»

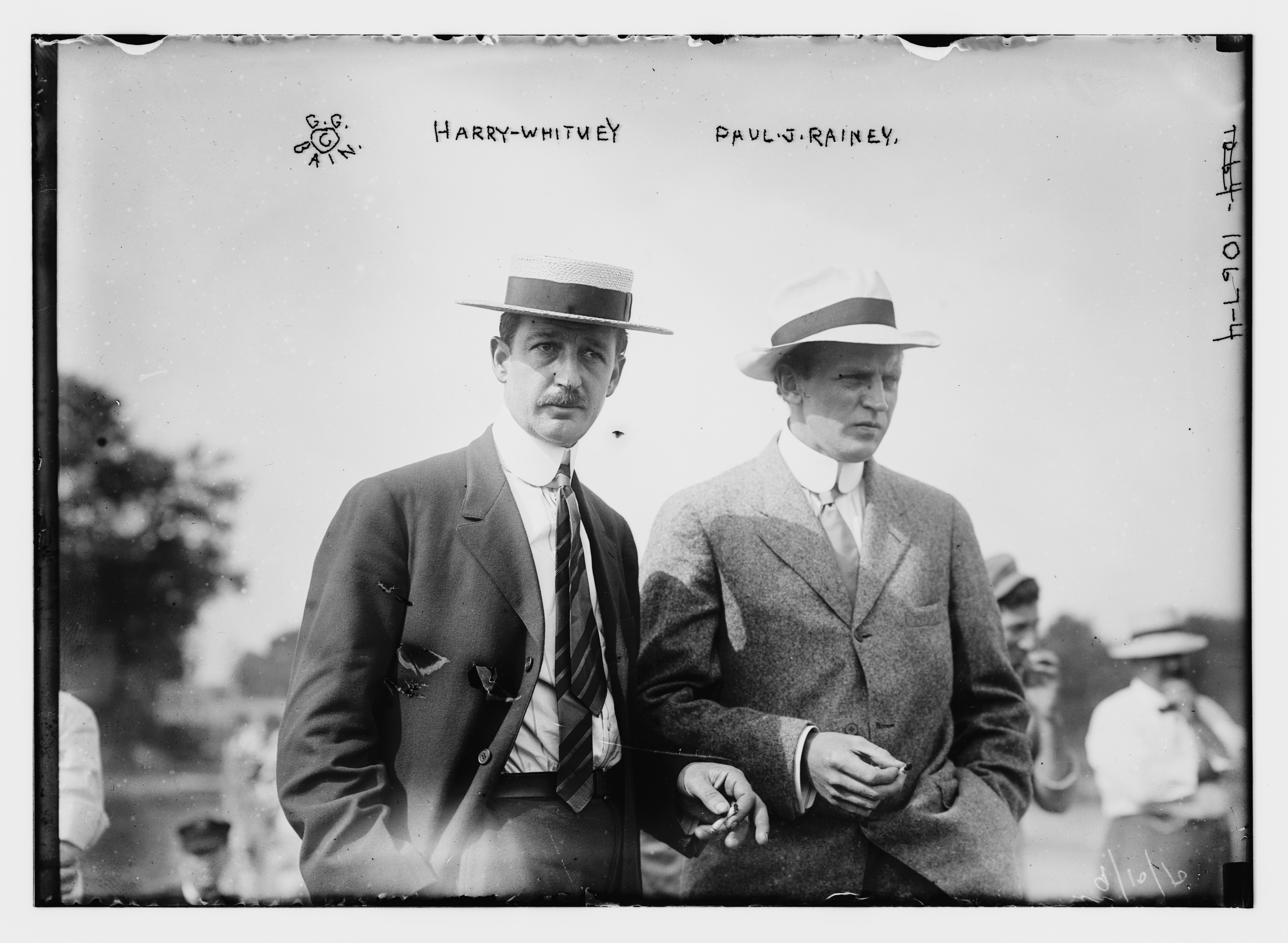
Гаррі Вітні та Пол Рейні

Ще перебуваючи в Європі, Бартлетт отримав запрошення компаньйонів Гаррі Вітні та мільйонера Пола Рейні влаштувати мисливську експедицію з великим бюджетом на островах Канадського арктичного архіпелагу. Капітан Боб повернувся до США на лайнері «Мавританія» і далі коштом замовників зафрахтував за 70 000 доларів 3000-тонний сталевий криголамний пароплав «Беотик». Мандрівники рушили в протоку Ланкастер до берегів Девона та півдня Елсміру. Бартлетт оцінив мальовничість арктичних пейзажів і відтоді брав із собою професійних фотографів та кінооператорів. Далі туристи рушили до заток Мелвілл і Норт-Стар, в останній відбулося знайомство з Кнудом Расмуссеном, який через деякий час перейменував цю місцевість у Туле. 4 серпня 1910 року мандрівники побували в Анноатоці, де Вітні хотів розкопати гурій, де залишив матеріали Фредеріка Кука, але переконався, що матеріали зникли. Незабаром прибув Джон Бредлі, який теж шукав підтвердження правоти Кука. Далі «Беотик» пішов у західному напрямку. 15 серпня зловлено шестирічного самця білого ведмедя, якого вдалося доставити до Нью-Йорка живим, він отримав прізвисько Сільвер Кінг. Звір був пам'яткою Нью-Йоркського зоопарку до своєї кончини 1931 року.

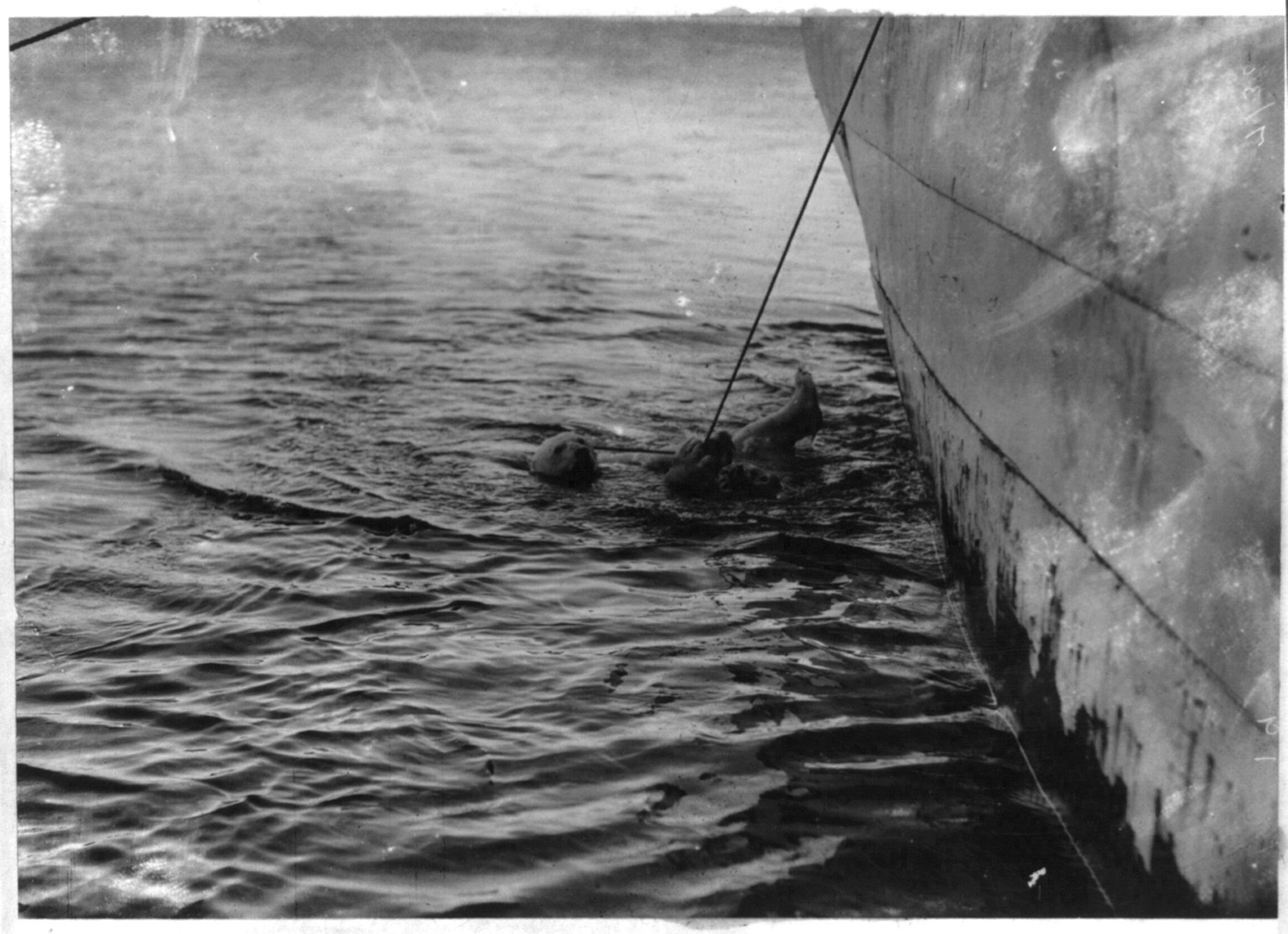
Підняття зловленого білого ведмедя на борт «Беотика»

У протоці Джонс мандрівники побували на мисі Спарбо і відвідали місце зимівлі Фредеріка Кука, підтвердивши його розповіді про перебування на острові Елсмір. Далі знову рушили до протоки Ланкастер, де «Беотик» затисло крижаними полями, що дрейфують у східному напрямку. Тутешні місця рясніли дичиною, за сезон мисливці видобули 59 білих ведмедів, упіймали живими двох ведмежат, а також двох дитинчат моржів і шістьох телят вівцебиків для продажу в зоопарки. На острові Девон винищено два стада з 24 голів вівцебиків, м'ясо яких, втім, доставлено та продано в Гренландії. Проте погодні умови були загрозливими. Через льодові поля «Беотик» п'ять разів сідав на каміння, як зазначав у судновому журналі Бартлетт, і отримав кілька пробоїн, не небезпечних, через наявність на криголамі подвійного дна. Однак після повернення рахунок за ремонт склав 25 000 доларів: капітан Бартлетт звик експлуатувати кораблі, на яких ходив, на межі їхніх конструктивних можливостей. Вітні та Рейні були дуже задоволеними походом із канадцем, гонорар якого склав 2000 доларів.
У сезон 1912 Бартлетт займався видобутком тюленів на сімейній шхуні «Нептун».

### «Карлук» та Стефанссон

#### Спорядження експедиції та похід до мису Барроу

Офіцери та вчені Канадської експедиції. У першому ряду зліва направо: лікар Маккей (у кепці та з ціпком), Бартлетт у солом'яному капелюсі, Стефанссон у котелку

Сезон 1913 починався для Роберта Бартлетта невдало: весняний похід для видобутку тюленів не приніс очікуваного прибутку. Запрошення від Вільялмура Стефанссона, який рекламував своє підприємство як «найграндіознішу і найпродуманішу полярну експедицію в історії», було вимушеним. Для своїх потреб він придбав 251-тонну рибальську баркентину «Карлук», зовсім не пристосовану до роботи за Полярним колом. Ймовірно, головною перевагою судна була його ціна — 10 000 доларів, а також те, що Стефанссон успішно експлуатував «Карлука» у 1908 та 1909 роках. Найнятий капітан-данець (він був агентом з купівлі «Карлука») Теодор Педерсен категорично відмовився від командування і звільнився. Стефанссон звернувся по пораду до контр-адмірала Пірі, який негайно рекомендував Бартлетта. Роберт, ознайомившись із фронтом робіт, надав 29 березня довгий перелік удосконалень, серед яких новий ахтерштевень, капітальний ремонт парової машини (механік Манро назвав її «старим кавником»), нові водяні танки та новий комплект вітрил. Роботи велися у квітні—травні з гарячковою поспішністю на військово-морській корабельні в Ескімальті (Британська Колумбія). Контракт із Бартлеттом підписано 14 травня. Однак після червневої інспекції Бартлетт подав додатковий список виправлень, які коштували 4000 доларів. Зрештою, капітан відправив заступнику військово-морського міністра Канади офіційний лист, заявивши, що судно абсолютно непридатне для експлуатації у льодах. Однак виправити вже нічого не можна було. 19 травня Бартлетт приніс начальнику експедиції клятву, що сумлінно виконуватиме накази, навіть якщо сумнівається в їх обґрунтованості. Втім, 19 липня він відверто писав Роберту Пірі, що шхуна «прогнила, як груша», він не вірить, що повернеться назад на тому ж судні, але його тримають в експедиції азарт випробувати свою капітанську волю і бажання висадитися на «Землі Крокера».

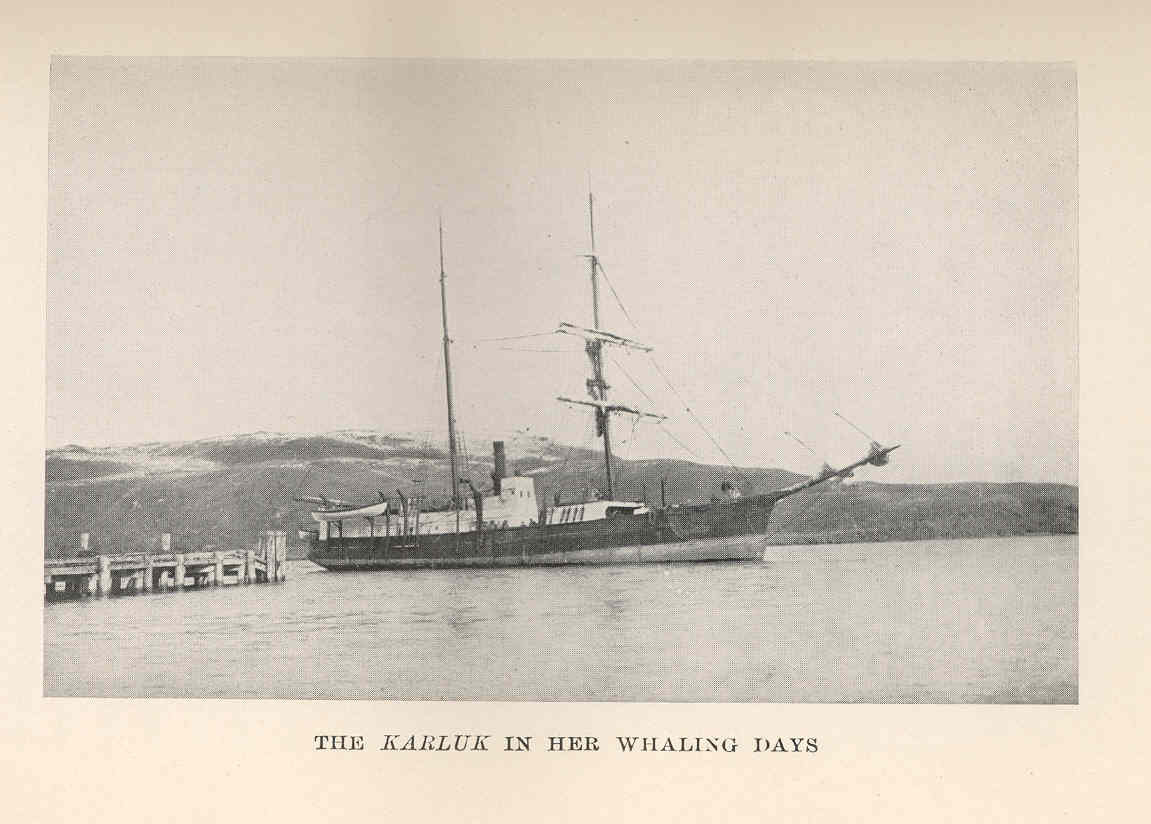
Експедиційне судно «Карлук»

Стефанссон прибув на борт за три дні до відплиття і негайно влаштував п'ятигодинну прес-конференцію . Йому хронічно бракувало коштів: Американський музей природознавства видав йому грант на 45 000 доларів, і тоді дослідник звернувся до канадського уряду. Оттава наполягла на роботі двох експедиційних загонів: північного на «Карлуці» та південного на «Алясці», під керівництвом доктора Андерсона. Південна партія мала працювати на північному узбережжі Аляски і Канади, тоді як загін самого Стефанссона мав обстежити високі широти Арктики у пошуках невідомих земель з одночасним проведенням океанографічних, біологічних, геологічних, магнітних та інших вимірів. Начальник навіть вважав, що зможе знайти невідомий північний полярний континент. Уряд наполягав на виході в море не пізніше 1913 року, оскільки аналогічний захід планувало Національне географічне товариство США. У цих умовах Стефанссон планував досягти острова Гершел у морі Бофорта, звідки експедиційні загони розпочнуть автономну роботу. Спорядження здійснювалося в гарячковому поспіху, команда була підібрана, по суті, з випадкових людей, оскільки платня складала лише 120 фунтів стерлінгів на рік. Бартлетт одразу після прибуття на борт звільнив першого помічника за некомпетентність. Один із матросів взагалі не мав теплого одягу, двоє завербувалися під вигаданими іменами, ще двоє пронесли на борт запаси спиртного, а кухар Роберт Темплмен був наркоманом, який не приховував своєї пристрасті. У наукову команду вдалося підібрати лише двох людей з полярним досвідом: шотландського океанографа та біолога Джеймса Мюррея та його земляка, лікаря Алістера Маккея. Обидва вони брали участь у антарктичній експедиції Шеклтона і були рекомендовані колишнім начальником. Маккей страждав на алкоголізм і йшов у експедицію, «щоб позбутися спокус цивілізації».
Експедиція вийшла в море о пів на восьму вечора у вівторок, 17 червня 1913 року. Тієї ж ночі шхуна сіла на піщану банку, а через шість днів у перший, але не останній, раз вийшов з ладу стерновий механізм. На борту було 24 особи, які за висловом Дж. Найвен, «перебували в ейфорії» від перспектив і того, як їх прийняли на березі. 2 липня прийшли до Берингового моря, де настала штормова туманна погода. 8 липня команда прибула в Ном, де розпочався терміновий ремонт стерна та парової машини, а судно завантажували вугіллям та додатковими припасами. Північне полярне коло перетнули 27 липня, і зустріли в морі Бофорта сильний північно-західний вітер, від якого «Карлук» сильно черпав воду під час хвилювання. Каюти екіпажу виявилися затопленими, і більшість суднової команди страждали від морської хвороби. 1 серпня «Карлук» обігнув краї пакових льодів; у цей день була сильна хуртовина, начебто почалася зима. Через слабкість корпусу та несправність парової машини швидкість не перевищувала 7 вузлів. 2 серпня судно зупинилось, оскільки не було призначене для плавання в льодових полях. 3 серпня Стефанссон вирушив на мис Барроу з метою найняти ескімосів і закупити запаси, а команда розважалася футбольним матчем на льоду. Проте вже до 5 серпня настрій нетренованих людей упав, і вони «почувалися в пастці». 6 серпня лід розступився, але біля мису Смайт зламалося стерно, через що «Карлук» мало не розбився на рифах. Тут до експедиції приєднався мисливець-ескімос Куралук та його дружина Кірук, досвідчена швачка хутряного одягу; вони взяли із собою своїх дочок восьми та трьох років. Незабаром у команду завербувався за 20 доларів та гвинтівку вдівець Катактовик. Команда була на межі бунту на ґрунті побутового расизму: матроси виганяли ескімосів з кубрика, але Бартлетт швидко навів порядок і більше подібних інцидентів не було. Втім, будівництво окремих приміщень для ескімосів на верхній палубі теж не викликало ентузіазму у команди.

#### Незапланований дрейф

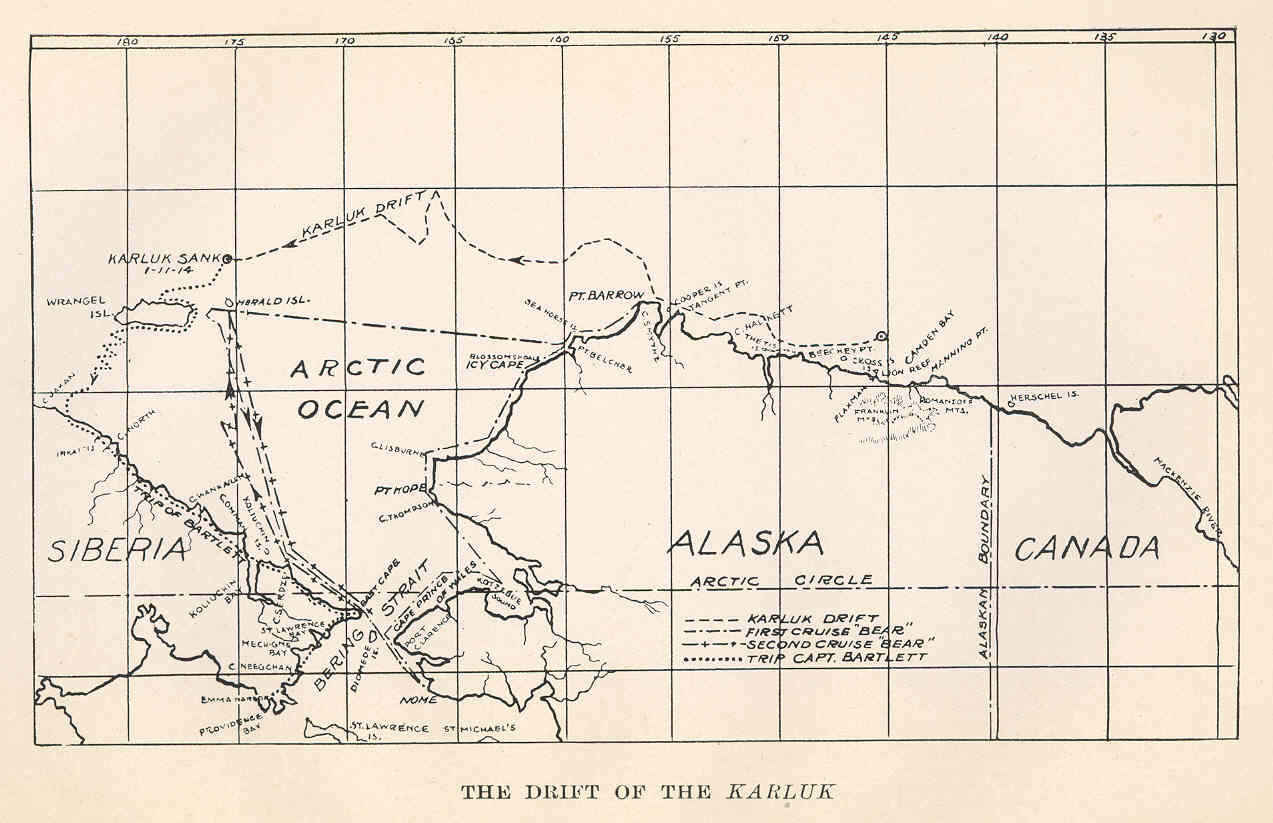
Карта дрейфу «Карлука» та повернення його команди зі звіту Бартлетта

8 серпня 1913 року Бартлетт ризикнув розпочати рух водними прогалинами між льодовм, оскільки до призначеної зустрічі на острові Гершел залишався всього тиждень, а літній сезон добігав кінця. Капітан за звичкою, засвоєною в Пірі, мало не цілодобово перебував у «воронячому гнізді», звідки роздивлявся шлях і командував. Будь-яке зіткнення з льодами викликало сильні струси корпусу, при цьому вдавалося пройти не більше двох або трьох миль. Стефанссон вирішив відправити членів південного загону (команда була перемішана) суходолом, щоб вони самостійно дісталися «Мері Сакс» та «Аляски» — допоміжних суден. Бартлетт назвав цей план «самогубством», тим паче, що було «водяне небо» — віддзеркалення відкритої води на низькій хмарності. Команда сумувала, і щовечора влаштовувала у кают-компанії грамофонний концерт. В експедиції було близько двохсот платівок різного змісту, незабаром було помічено, що капітан надає перевагу концертам Баха і «Паяцам», але не терпить реґтаймів. Команду веселило, що грізний Бартлетт вирізає картинки та вірші з журналів і наклеює їх у альбом. Потім улаштували турнір із бриджу, а Маккей підбивав фізично міцних колег зайнятися боксом. Бартлетт підтримував триразовий режим харчування, але дозволяв експедиціонерам їсти будь-що, бо «ніколи не знаєш, коли в тебе не залишиться ні того, ні іншого».
Невдовзі Бартлетт і Стефанссон посварилися через плани. Начальник вимагав рухатися вперед за всяку ціну, хоча «Карлук» не був пристосованим розколювати льодові поля. Бартлет пропонував залишитися зимувати біля берега, але 12 серпня погодився продовжувати плавання в північному напрямку по прогалинах. Коли берег зник, судно заблокувало поле багаторічного льоду. 13 серпня побачили острів Флаксман, але рух був неможливим, а через неправильне перевантаження вугілля з трюму в машинні ями «Карлук» нахилився на правий борт. Бартлет мобілізував команду на виправлення центрування. Потім він винагородив людей, улаштувавши справжнє свято зі свого 37-річчя: Темплмен накрив стіл у кают-компанії білою скатертиною та подав ростбіф і язики, фруктовий десерт та різноманітні пироги. Непитущим наливали лаймовий сік, а решті — віскі, Стефанссон презентував ящик сигар на всіх, а Маккей виконував шотландські балади. Однак було зрозуміло, що судно не звільниться: поле старого льоду шириною півмілі швидко відносило в західному напрямку і незабаром від острова команду відокремлювало 150 миль. 22 серпня Стефанссон твердо заявив, що повинен доставити вчених південної партії на острів льодом, проте всі вони відмовилися. Однак 24 серпня крига почала ламатися і відкрився прохід на схід, але вже наступного дня крига зімкнулася. Маккей за допомогою лага переконався, що течія несе їх на захід зі швидкістю милі на годину. 28 серпня дрейф змінився на південно-східний, коли «Карлук» за добу подолав 12 миль.

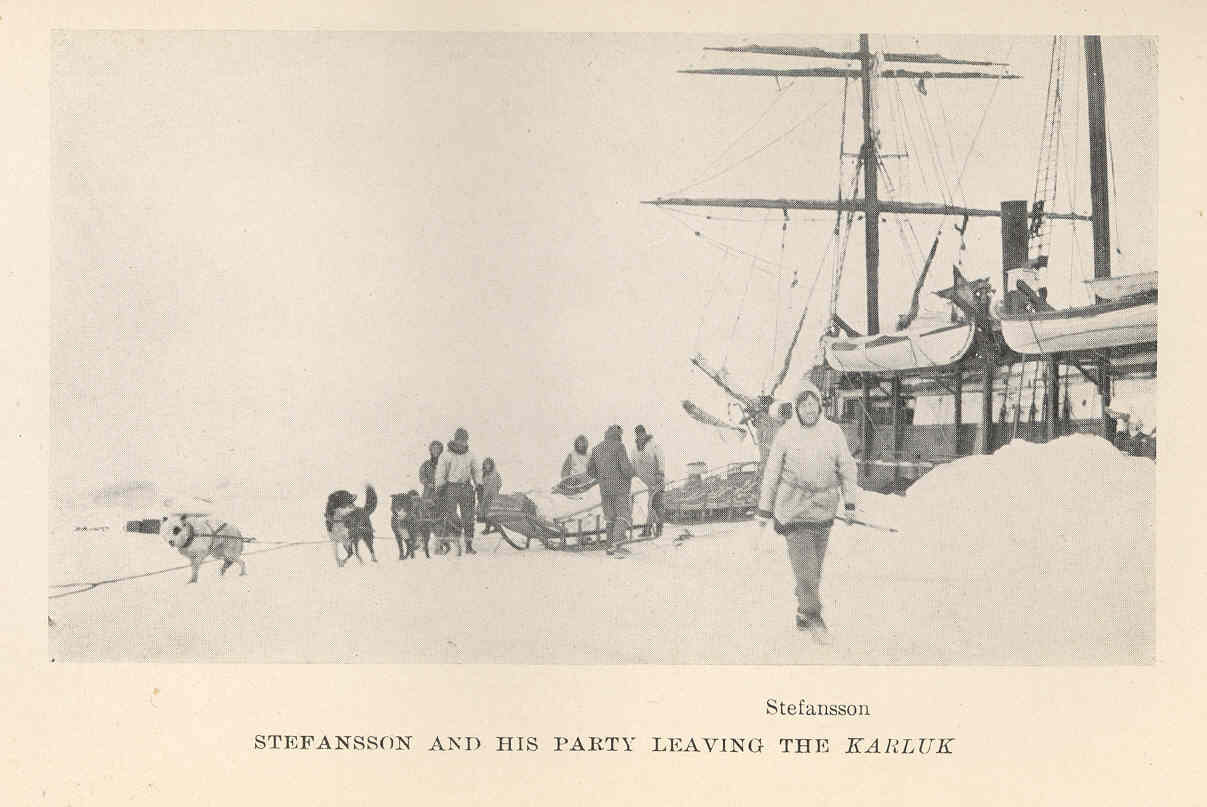
Стефанссон залишає борт «Карлука»

У міру скорочення світлового дня Бартлетт став посилювати дисципліну, ввів нормування їжі, гасу та вугілля (начальство ще сподівалося передати частину запасів на «Мері Сакс»). Опівночі оголошували гасіння вогнів. Ескімоси щодня полювали на тюленів та ведмедів . До 10 вересня «Карлук» перебував за 140 миль від мису Барроу. 17 і 19 вересня норвезький лижник Мамен і Маккей невдало намагалися вийти до суходолу, але поверталися через украй поламаний лід, хоча до мису Бічі було лише 16 миль. Увечері 19 вересня Стефанссон оголосив за вечерею, що має намір узяти з собою трьох учених і ескімосів і добути більше оленів-карибу біля мису Тетіс на річці Колвілл. 20 вересня Стефанссон відбув на двох санях, запряжених 12 собаками, взявши із собою секретаря експедиції Макконнела, етнографа Дженнеса, фотографа Вілкінса та двох мисливців-ескімосів; як виявилося — остаточно. На борту судна залишилося 22 чоловіків, ескімоська жінка та двоє її дітей. Через два дні почалася справжня зимова хуртовина і стало ясно, що дрейф неминучий: буря несла льодове поле зі швидкістю 30 миль на добу, не залишаючи Стефансонові шансів на повернення. Наступного тижня «Карлук» проходив із льодовим полем по шістдесят миль на добу, до того ж, льодове поле постійно ламалося та погрожувало завдати корпусу серйозних пошкоджень. Бартлетт розпорядився витягнути на верхню палубу більше провіанту, сани, що залишилися на борту, навантажили припасами на 20 днів для восьми осіб, а ескімоску Кірук посадили шити зимовий одяг на всю команду. Бартлетт писав у щоденнику, що це було найгіршим становищем із усіх, у яких він опинявся за свою кар'єру моряка . 15 грудня Стефанссон дістався острова Гершел, де виявив, що «Мері Сакс» витиснуло льодами на гравійне узбережжя, а «Аляска» отримала пробоїну.
У міру того, як «Карлук» опинився над абісальною западиною (вимір глибини вже 26 жовтня показав 1115 сажнів), у екіпажі наростав розкол. Мюррей і Маккей порівняли шлях шхуни із загиблою в 1881 році «Жанеттою» Делонга, і дійшли висновку, що на експедицію чекає такий самий кінець. Шотландці вирішили не чекати загибелі і не довіряли Бартлетту. У порівнянні з Шеклтоном він здавався «безхитрим, безпристрасним і позбавленим уяви»; у щоденнику Мюррея було написано, що капітан Боб кинув події напризволяще і зовсім не думає про екіпаж. Коли Маккей спробував обговорити питання про їхній похід із Бартлеттом, той грубо обірвав лікаря і заявив, що не бажає витрачати час на розмови. Після цього Маккей став багато часу тренуватися на лижах і досяг великих успіхів у бігу та стрибках. Після настання полярної ночі (12 листопада) Бартлетт встановив спеціальну вахту для спостереження за льодом і змушував людей займатися бурінням та пилянням льоду та облаштуванням навколо корпусу «Карлука» крижаної «подушки», яка, як він розраховував, убереже корабель від стисків  . Далі на льоду влаштували евакуаційний склад: 250 мішків вугілля, 6 ящиків сушеної тріски, 5 бочок спирту, 114 ящиків сухарів, 19 бочок патоки, 2000 погонних футів деревини для будівництва зимовища, 33 каністри гасу, 3 ящики тріскового філе, 4 ящики яєць, 5 діжок яловичини, 9 саней Пірі, 3 вугільних печі та 2 дров'яні печі. Бартлетта непокоїло, що «Карлук» все більше протікав і воду з трюму доводилося відкачувати щодня. Шторм 21 листопада прискорив дрейф у західному напрямку, в каютах при цьому температура опустилася нижче за нуль. Бартлет наказав ескімосам ізолювати зовнішні стіни надбудов сніжними блоками. 24 листопада вчені обговорили становище експедиції, і дійшли висновку, що судно не переживе зими й затоне .

#### Загибель «Карлука»

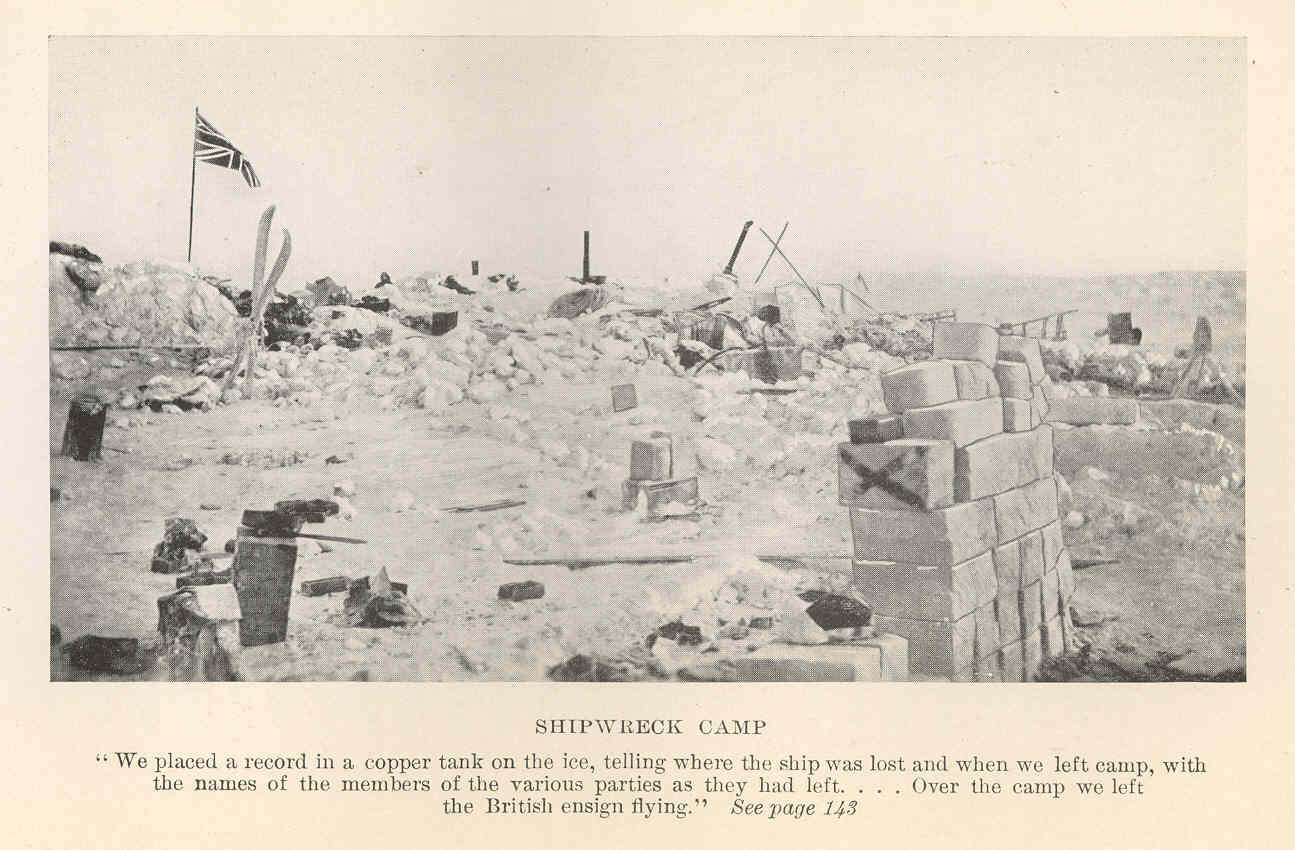
«Табір корабельної аварії»

22 грудня шхуну пригнало на відстань 140 миль від меридіана острова Врангеля. Відкачування води займало по півтори години щодня. Шторм уже тривав тиждень, Бартлетт навіть не намагався приховувати стурбованості. Маккей на той час настільки зіпсував стосунки з капітаном, що вони не розмовляли. Після урочистого святкування Різдва (з вишуканими ласощами та спортивним турніром), 26 грудня розпочався сильний льодовий стиск (вал торосів зніс трап), коли команда була готова до повної евакуації. Навігаційні виміри показали, що 27 грудня команда опинилася за 53 милі від острова Геральд. Новий рік відсвяткували найритмічнішою музикою, яка тільки була у фонотеці, Бартлетт видав ученим пляшку віскі, але сам не святкував, і замкнувся в каюті. Після 3 січня 1914 року льодові стиски були майже безперервними і капітан наказав бути готовими до евакуації в будь-який момент. Сильне льодове стиснення, що почалося о пів на п'яту ранку 10 січня, спочатку видавило корпус «Карлука» з крижаного ложа, а далі вал торосів завдав з боку корми пошкодження, які не підлягали виправленню. Рівень води в машинному відділенні швидко підвищувався, Бартлетт наказав востаннє розпалити камбуз, щоб забезпечити команді гарячий чай та каву, та скомандував евакуацію на лід. Маккей напився і впав у буйство, а потім промок, Бартлетту і Мюррею довелося його заспокоювати, поки інші гарячково витягували з трюму ящики з харчами. Майже половина вантажу залишилася на борту, але рівень води у трюмі перевищив 11 футів за крену 35°, і капітан заборонив ризикувати. Останнім його наказом на «Карлуці» було підняти прапор, щоб корабель затонув з честю.

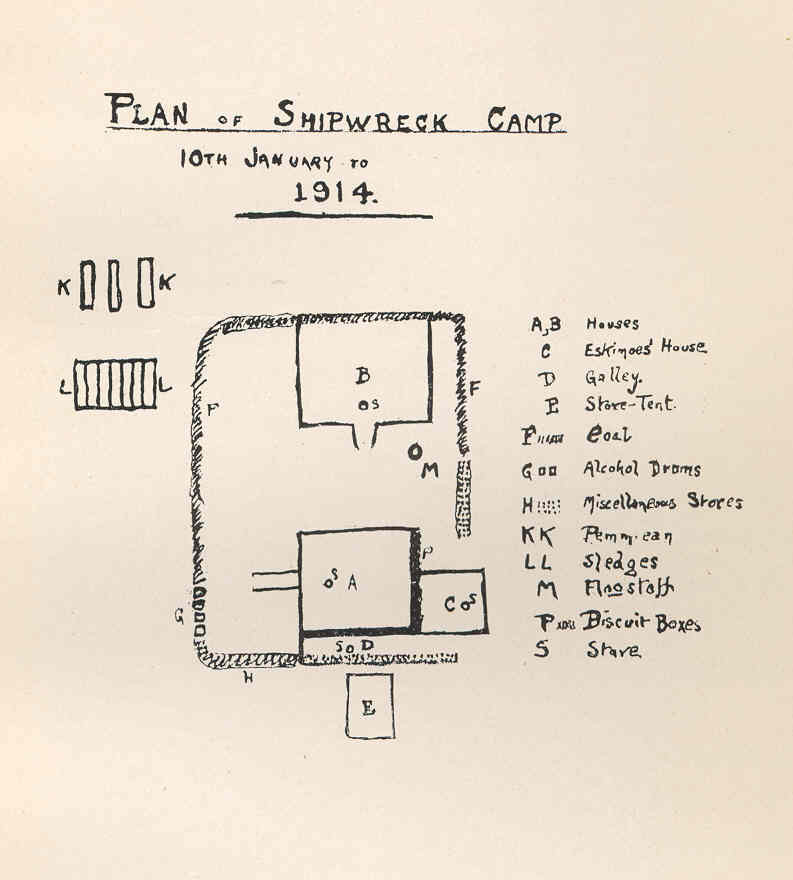
План «Табору корабельної аварії»

Ескімоси побудували на льоду два сховища з ящиків та снігових блоків площею 15×12 футів кожне. Підлога була дерев'яною, дах брезентовим, посередині приміщення розташовувалась грубка. Маккей, Мюррей і Бартлетт опинилися в різних хатинах. До четвертої ранку 11 січня шхуна все ще трималася на плаву, тому капітан повернувся до кают-компанії. Він заварив собі каву і слухав платівки із записами музики Брамса та Шопена на грамофоні; прослухані платівки він розбивав і кидав у грубку. До п'ятої ранку вода дійшла до рівня люків головної палуби. Нарешті, о 14 годині «Карлук» почав занурюватися під воду. Бартлетт стояв на верхній палубі і наостанок завів на грамофоні похоронний марш Шопена. Потім він спустив прапор і зійшов на лід тільки тоді, коли край води виявився на одному рівні з фальшбортом. Щогли пішли під воду близько 16 години, виміряна глибина там становила 38 морських сажнів. «Карлук» затонув приблизно в тій самій точці, де почався дрейф «Жаннетти» лейтенанта Делонга.
Бартлетт зберіг у «Таборі корабельної аварії» звичайні порядки: сніданок оголошували о восьмій годині ранку, а відбій о десятій вечора. У кожному з двох бараків-сховищ був нічний вахтовий, який підтримував тепло та стежив за станом льоду. Насамперед провели ревізію спорядження і впорядкували його. Роботи можна було проводити лише до половини четвертої, оскільки полярний день лише розпочинався. Втім, уже 14 січня Бартлетт вперше висловився про необхідність йти на материк, розташований за 250 миль по прямій. Оскільки вдалося врятувати ведмежі та оленячі шкури, до настання весни потрібно було встигнути пошити хутряний одяг. Для боротьби з деморалізацією Бартлетт відновив шаховий турнір та навіть проводив танці. Опозицію начальнику складали Мюррей, Маккей та француз-етнограф Анрі Боша, які ухилялися від спільних робіт. Оскільки залишилося лише 24 собаки, Бартлетт запропонував вирушити на материк учотирьох. До команди він включив, окрім себе, нотаріуса Маккінлі, норвежця-лижника Мамена та ескімоса Катактовіка. Вони мали будувати іглу замість наметів, і взяти провіанту на 50 днів для себе і лише на 35 для собак, бо найслабших згодовуватимуть сильнішим. Капітан запропонував дійти до якутського берега і далі прямувати до Берінгової протоки. Проте Мамен переконав його відправити спочатку передовий загін, а потім відпустити його з ескімосами. 21 січня, скориставшись поліпшенням погоди, обидва загони виступили на острів Врангеля. До авангардного загону входили перший помічник Андерсон і другий помічник Баркер, а також матроси Бреді та Кінг. Мамена супроводжували ескімоси Куралук та Катактовик.
31 січня до Бартлетта звернулися Маккей та Мюррей із проханням також відпустити їх на материк. З собою вони брали Боша та матроса Морріса. Капітан зажадав від них офіційного листа з відмовою від відповідальності, натомість видавши необхідні запаси та спорядження на п'ятдесят днів пішого шляху. 3 лютого повернувся Мамен, який повідомив, що людям Андерсона вдалося дійти до острова Геральд, що викликало подив капітана. 5 лютого вирушила група Маккея, дуже виснажених учасників якої бачив стюард Шафе через десять днів, коли намагався відшукати супутників Мамена. Після цього Маккей та його товариші, ймовірно, загинули.

#### Порятунок

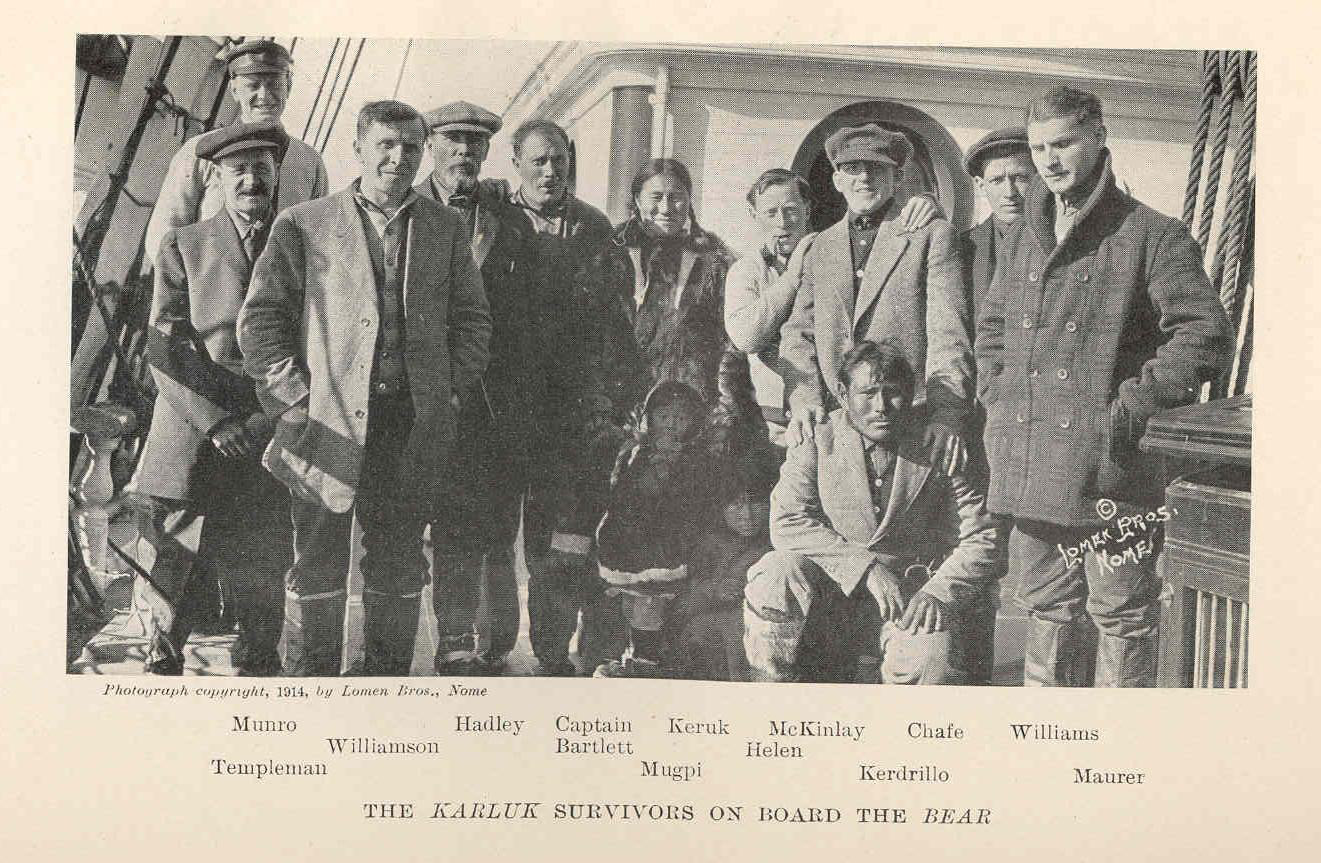
Члени команди, що вижили, на борту «Ведмедя»

19 лютого з групою із чотирьох зимівників виступив і сам капітан Бартлетт на трьох нартах, які тягли він сам, Куралук та Катактовик. Їздових собак на той час залишилося чотири, а через п'ять днів рушили решта дев'ять зимівників (включно з 11-річною ескімоською дівчинкою, прозваною «Гелен»), у яких було 10 придатних собак і три непридатних для тягла. 28 лютого загони з'єдналися, далі шлях їм перегородив гребінь стиснення, що тягнувся до горизонту. Висота його досягала 50-70 футів. Бартлетт наказав прорубуватися за допомогою сокир і льодорубів, а собак, що звільнилися, і порожні сани відправив по додаткові припаси в льодовий табір. До 10 березня було доставлено запаси, а за наступні два дні подолано сім миль у суцільних полях битого льоду. Бартлетт попрямував до острова Врангеля, якого досягли о першій годині пополудні 12 березня 1914 року. Оскільки на острові водилися білі ведмеді і на березі вистачало плавнику для палива та облаштування притулку, Бартлетт вирішив одразу йти на материк, не чекаючи погіршення погоди та танення льодів. З собою він брав лише вдівця Катактовика, вони виступили 18 березня під час снігової бурі.

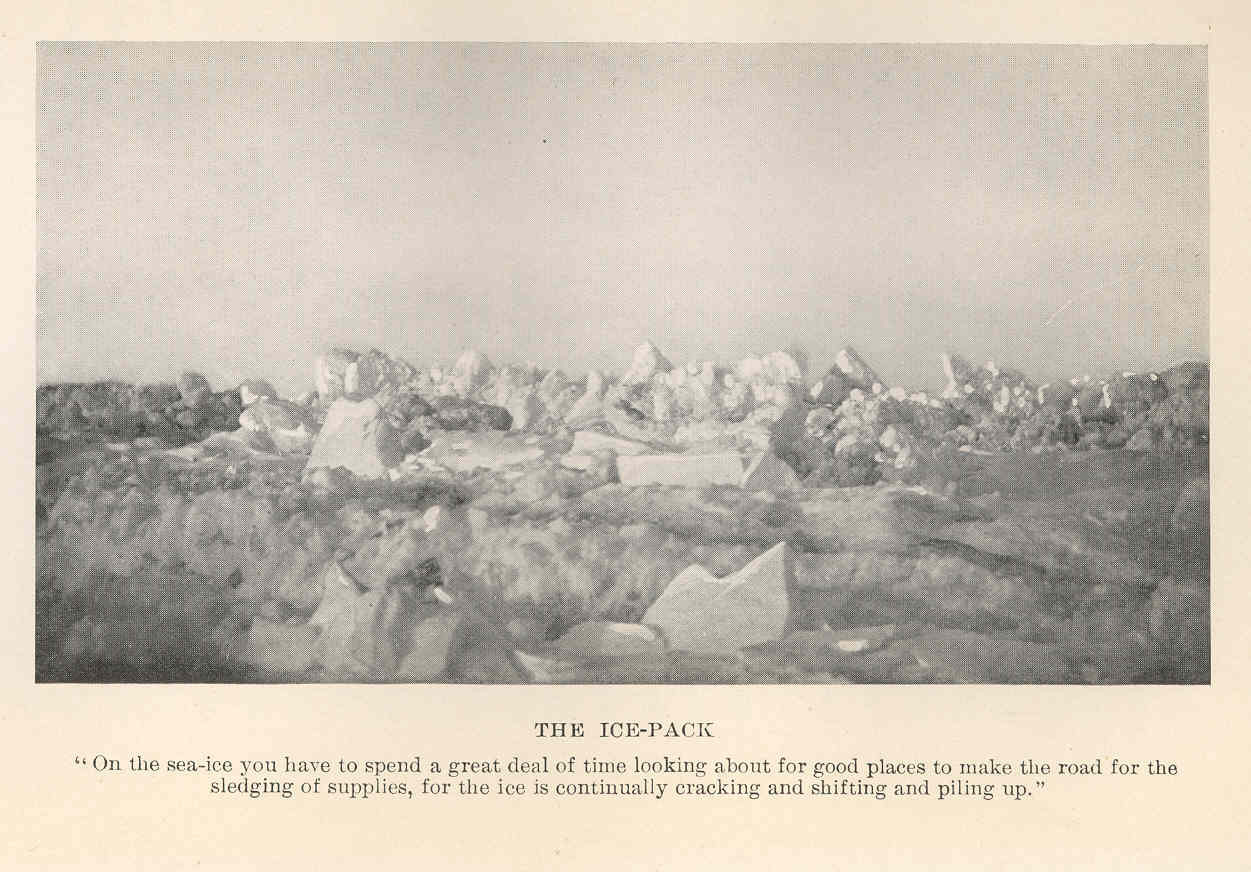
Поля битого пакового льоду

Моряк і мисливець-ескімос мали в своєму розпорядженні сім собак, і запаси на 48 днів шляху. Пройшовши 40 миль у повністю поламаних льодових полях (перші п'ять миль зажадали добового переходу), люди вийшли на більш-менш прийнятну поверхню. Проте льодові поля рухалися швидко, і мандрівники ризикували втратити запаси при стисканні або бути віднесеними далеко від суші. Однак у льодах були тюлені і ведмеді, що дозволяло добре годувати собак (які спочатку згризли збрую від голоду) і економити власні запаси. Лише за два тижні побачили берег, і через три денних переходи ступили на землю Чукотки. Від виходу з «Табору корабельної аварії» пройшло 45 днів і 37 днів зайняв шлях від острова Врангеля. Бартлет страждав від снігової сліпоти. Чукчі прийняли прибульців привітно, хоча Катактовик розповідав, що вони дуже кровожерливі та вбивають усіх, хто висаджується в їхній країні. Бартлетт відверто писав у щоденнику, що «про Сибір знав приблизно стільки ж, скільки про Марс», але вірив у гостинність місцевих «тубільців». Хоча мова була незрозуміла, але чукчі відремонтували хутряний одяг, брали ескімоса та канадця у свої будинки і щедро постачали припасами. Однак їздових собак було мало, а до Берингової протоки було майже 400 миль. Абияк сторгувавши всього одного собаку (старійшина чукчів знав кілька слів по-англійськи), Бартлетт і Катактовик пройшли до Берингової протоки до російського торгового форпосту, де зустріли начальство — барона Клейста. Тут був телеграф, яким у зовнішній світ пішла звістка про загибель «Карлука». Незабаром прибув «Герман» капітана Педерсена (першого командира «Карлука»), який доставив на 28 травня Бартлетта на Аляску. Звідси капітан зміг зв'язатися з військово-морським міністерством у Оттаві. Багато часу зайняли пошуки судна, готового ризикнути пробиватися до острова Врангеля. Нарешті, в середині липня Бартлетт найняв ньюфаундлендського тюленебоя «Ведмідь», який 1884 року брав участь у порятунку експедиції Грилі під командою двоюрідного діда Роберта. Гроші з'явилися завдяки тому, що тютюнові фабриканти просили дозволу капітана використати його ім'я та портрет для реклами. Тоді «Ведмідь» було приписано до американського морського патруля Берингової протоки. Тяжкі льоди дозволили 24 серпня підійти до острова не ближче двадцяти миль, і 27 серпня через виснаження запасів вугілля довелося повертатися. 8 вересня, коли «Ведмідь» зробив останню спробу, він зустрів шхуну «Кінг і Вінге», яка напередодні підібрала тих, хто вижив на острові. Виявилося, що влітку загинули ще троє, серед них і Мамен, який сильно пошкодив коліно ще в січні. Останки загиблих на острові Геральд виявлено лише 1924 року.
Після повернення Бартлетта його стосунки зі Стефанссоном непоправно зіпсувалися. Педерсен після вивезення команди «Карлука» з острова Врангеля запропонував розпочати офіційне розслідування діяльності глави Арктичної експедиції та його причетності до загибелі корабля. Це роздратувало Стефанссона, який у грудні 1915 та січні 1916 року звинувачував Бартлетта в листах, спрямованих до канадського уряду. У його версії саме Роберт не вжив необхідних зусиль для порятунку людей, а операцію на острові Врангеля названо «грандіозною виставою». Сам капітан 1916 року опублікував книгу «Останнє плавання „Карлука“», в якій уникав критики Стефанссона і представив дрейф як збіг непередбачених обставин. Втім, Бартлетт порівнював свій досвід на «Рузвельті» та «Карлуці», і багато писав про недоліки спорядження експедиції. Сам Стефанссон висловлював негативні коментарі на адресу Бартлетта ще 1918 року, це відбилося і в його книзі «Гостинна Арктика».

### Роки кризи

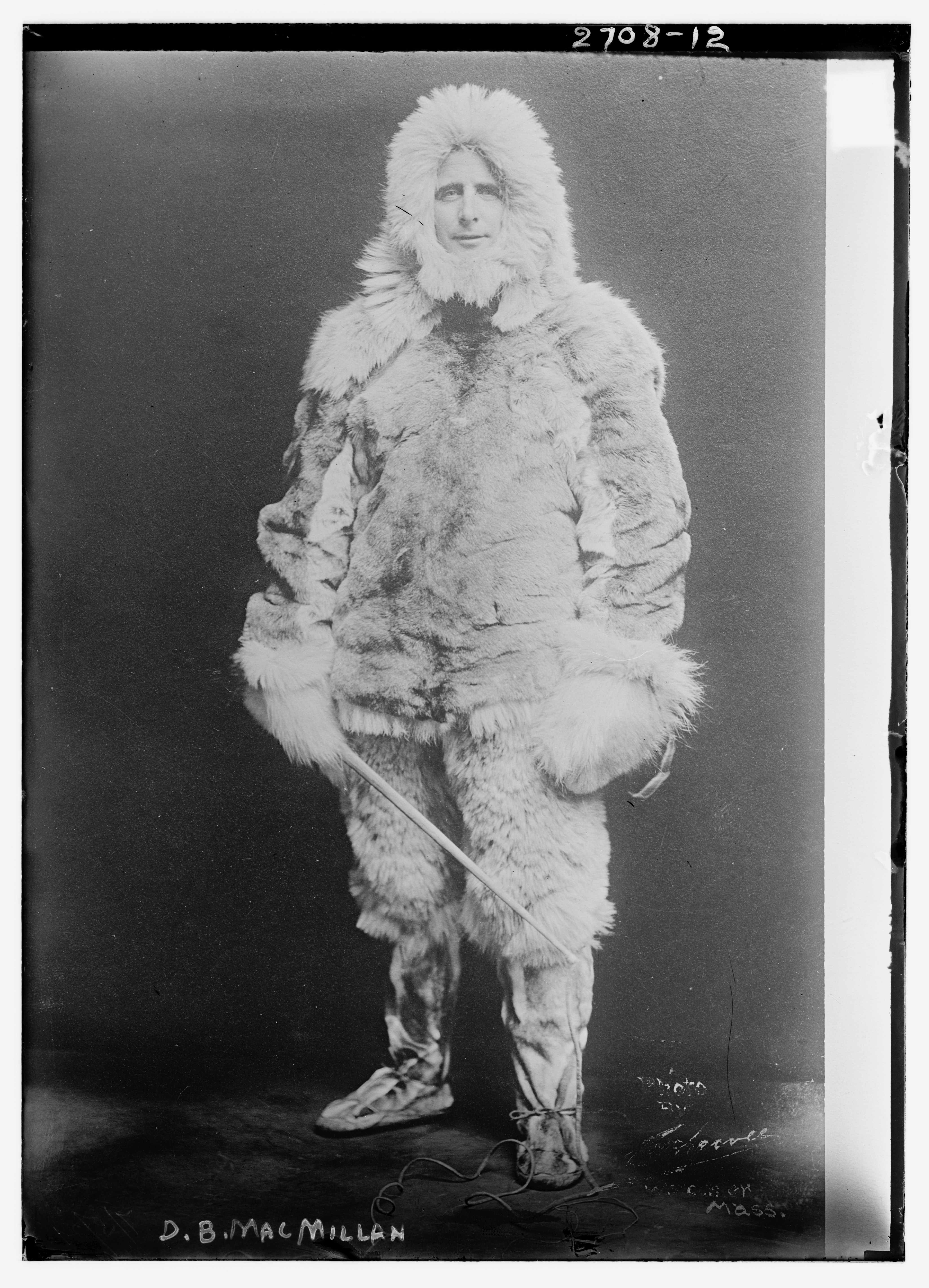
Дональд Макміллан в ескімоському полярному одязі

Після повернення з Аляски Бартлетт поринув у депресію. Він продовжував займатися тюленями з батьком або одним з дядьків, що становило основну частину доходу моряка, але так і не набув самостійної ролі в сімейній справі. Гарольд Горвуд стверджував, що комісія Британського адміралтейства, яка проводила розслідування результатів плавання на «Карлуці», визнала Бартлетта винним у загибелі судна та групи Маккея, яка спробувала пройти на острів Врангеля. Після початку Першої світової війни Бартлетт вступив до Транспортного управління американської армії, займаючись каботажними перевезеннями військових вантажів, єдиний далекий рейс був здійснений до Гонолулу з вантажем динаміту. Він навіть отримав тимчасове звання лейтенант-коммандера разом із призначенням на рятувальне судно, яке мало визволити американський військовий корабель із крижаного затору. За час війни Бартлетт утратив двох молодших братів: один поліг на Західному фронті, другий помер від наслідків епідемії на Близькому Сході.
1917 року Бартлетта залучив до роботи Арктичний клуб. Колишній супутник Пірі Дональд Макміллан, який 1913 року спробував відшукати нібито побачену ще 1906 року далеку землю, названу на честь спонсора Крокера, не подавав звісток. Це була остання американська експедиція у високі широти з використанням технологій «золотої доби полярних досліджень»: вітрильно-парових дерев'яних суден постачання та собачих упряжок. У сезон 1917 року на шляху до Іти зникли три судна експедиції, долю яких потрібно було прояснити Бартлетту на старому тюленебої «Нептун». Льодова обстановка була надзвичайно складною: знадобилося 12 днів, щоб перетнути льодові поля затоки Мелвілл. На південь від Гейп-Перрі виявлено транспорт «Данія», з якого зняли вугілля та припаси. 1 липня 1917 року Бартлетт буквально пробився в Іту, при цьому корпус «Нептуна» отримав пробоїну в носовій частині. Разом з тим, команду Макміллана успішно доставлено до Сідні.
Після закінчення війни Бартлетт розпочав цілеспрямовану кампанію з проведення комплексних досліджень Арктичного басейну. Він запропонував побудувати сучасний сталевий корабель з дизельним двигуном, який витримає льодові стиски і дозволить, вморожуючи його в лід, скласти точні мапи континентального шельфу та океанських западин, вітрів та течій. Спонсори гарантували 100 000 доларів, але не вдалося зацікавити уряд, тоді як корабельня запросила за реалізацію проєкту щонайменше 210 500 доларів, що означало приблизно півмільйонні витрати на перший експедиційний етап. Бартлетт навіть зумів забезпечити лобі ВМФ, але президент не схотів фінансувати цього проєкту. Капітану зрештою довелося заснувати «Арктичну раду Бартлетта», до якої увійшли представники Інституту Карнегі, університетів та наукових товариств, навіть Британського адміралтейства; канадська військово-морська служба знехтувала нову організацію. Складні випробування та постійні невдачі привели Бартлетта до депресії та поступового скочування в алкоголізм. Непитущий за вихованням, під час війни він став помірно випивати, і за десять років після краху «Карлука» поступово спився. Сильного удару завдала Роберту смерть Пірі 1920 року, а також дискусія про те, чи той досяг насправді Північного полюса. Репутація алкоголіка на початку 1920-х зірвала чимало ініціатив Бартлетта. Лише 1923 року Національне географічне товариство відправило «капітана Боба» на Аляску в складі команди знайомого йому патрульного судна «Ведмідь». Після конфлікту з командиром «Ведмедя» Бартлетт повернувся до Нью-Йорка, не написавши жодного репортажу, і не зробивши фотографій, після чого безпробудно пив. «Сухий закон» його не торкнувся, оскільки завдяки друзям із вищого суспільства він мав постійного бутлегера. На схилі днів капітан згадував, що перетворився на завсідника нічних клубів, у яких його безкоштовно годували та пригощали випивкою, фактично зробивши частиною розважальної програми. Взимку 1924 року його збив вантажний фургон при перетині 44-ї стріт, зламавши ногу і кілька ребер. Після трьох місяців у лікарні, Роберт Бартлетт зарікся торкатися спиртного, і дотримався цього.

## Останні десятиліття

### «Еффі Моріссі». Три подорожі з Джорджем Патнемом

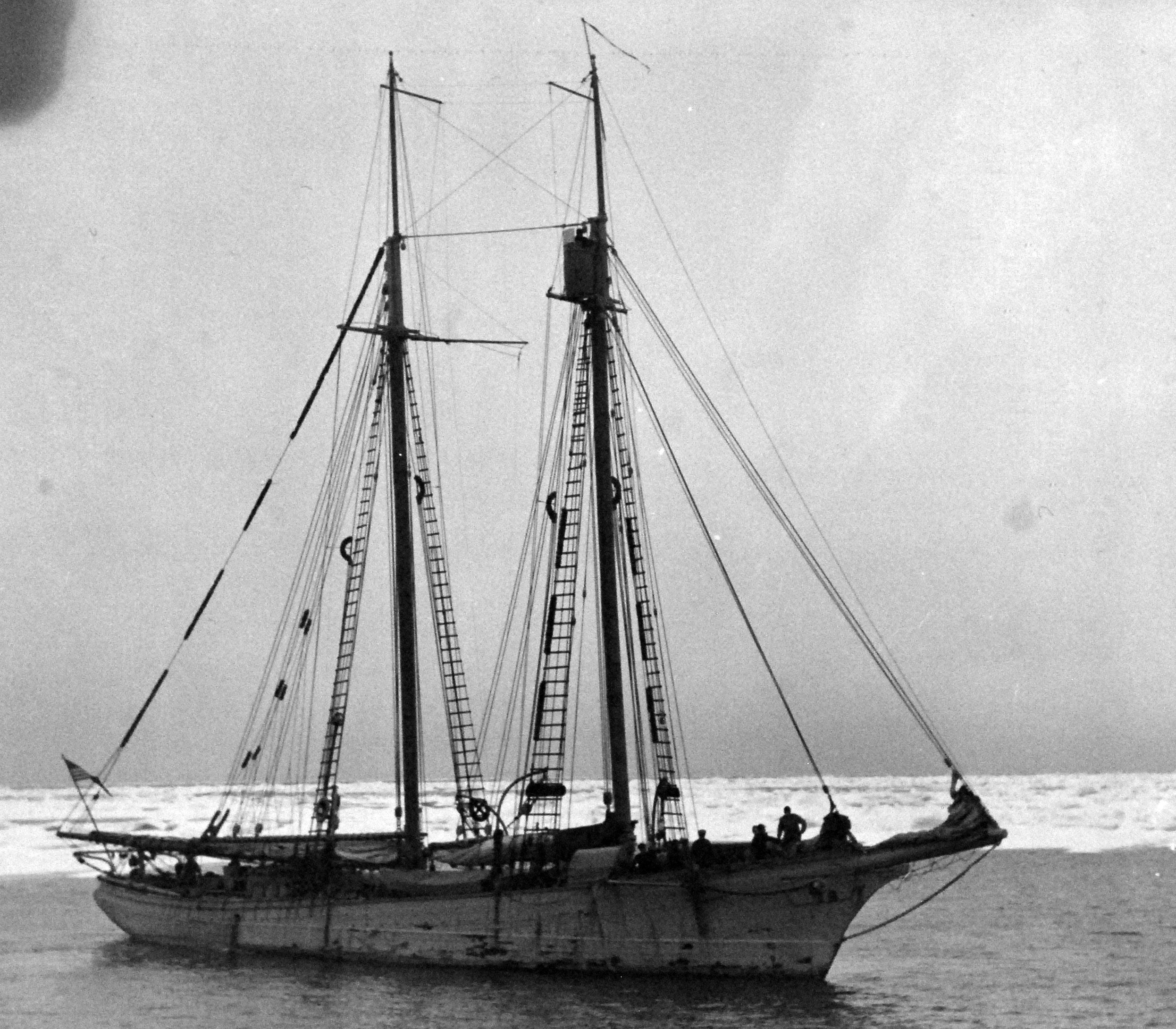
Шхуна «Еффі М. Моріссі» в затоці Унгава у травні 1944 року

У подальшій долі вирішальну роль зіграло знайомство з мільйонером Джеймсом Фордом (комодором Larchmont Yacht Club), який 1925 року запропонував моряку спонсорувати придбання власного полярного судна. Роберт вибрав «Еффі М. Моріссі», дерев'яну рибальську шхуну, спущену на воду ще 1894 року, власність його двоюрідного брата Гарольда Бартлетта з Брігуса. Назву вона отримала на честь дочки першого власника. Після невеликого торгу родичі зійшлися на сумі 6000 доларів; Форд без церемоній підписав чек. На цьому судні валовою місткістю 120 тонн моряк пропрацював наступні двадцять років і здійснив двадцять арктичних плавань. Придбавши судно, влітку 1925 Бартлетт мобілізував друзів і покровителів, зумівши за рахунок дарування і позик перекупити рибальські угіддя батька в Іст-Турнавіці. Випробування «Моріссі» показали, що вона має відмінну мореплавність, так, якось, вдалося буквально дивом розминутися з айсбергом. Рибальство в затоці Саглек було невдалим, однак у Турнавіці до трюмів прийнято 1000 центнерів риби. У фінансовому плані сезон виявився невдалим: менше половини вантажу належало самому Бартлетту, решту прийнято на реалізацію. Через шторми Роберт пропустив осінній ярмарок у Бригусі, і вже не міг отримати справжньої ціни. Оптовик міг виплатити готівкою лише половину обумовленої суми, а борг пішов у рахунок страховки від збитків наступного сезону. Виручені кошти дозволили встановити на шхуну дизельний двигун і обшити підводну частину грінхіртом — тропічною деревиною з Гвіани, яку широко застосовували в суднобудуванні. Корпусні роботи найвигідніше було виконати в Бригусі, а механічні — у Нью-Йорку. Весняний перегін 1926 року виявився одним із найдраматичніших у морській кар'єрі Бартлетта. Капітан зіткнувся із серією штормів, які постійно дули з півдня, перешкоджаючи пересуванню; лавірування зайняло понад тиждень. Його навіть оголосили в пресі загиблим.
1926 року організував першу власну експедицію на «Еффі Моріссі». Головним його партнером став Джордж Патнем, який пішов на шхуні разом із 13-річним сином. На судні розмістилася команда Мічиганського університету під керівництвом геолога Вільяма Гоббса; головним спонсором виступив Американський музей природознавства. Комерційна частина плавання включала доставку вантажів і запасів для факторії Кнуда Расмуссена в Туле. Загалом на невелику шхуну набилося 34 особи, семеро з яких були змушені спати в гамаках, підвішених у кают-компанії. Втім, більшість пасажирів висаджувались у Гренландії, і не прямували до Арктичного архіпелагу. Для своїх потреб Бартлетт узяв два моторні боти з дизельними двигунами та запас рідкого палива на весь літній сезон, а також багато тютюну, який був своєрідною валютою при розрахунках з аборигенами Гренландії. Все це було куплено коштом Патнема, який вклав у експедицію та її спорядження 40 000 доларів, утім, розраховуючи частину їх повернути після опублікування матеріалів про поїздку та прокату знятого кіноматеріалу. У плаванні брав участь і студент-інженер Роберт Пірі-молодший, син померлого сім років тому головного патрона Бартлетта.

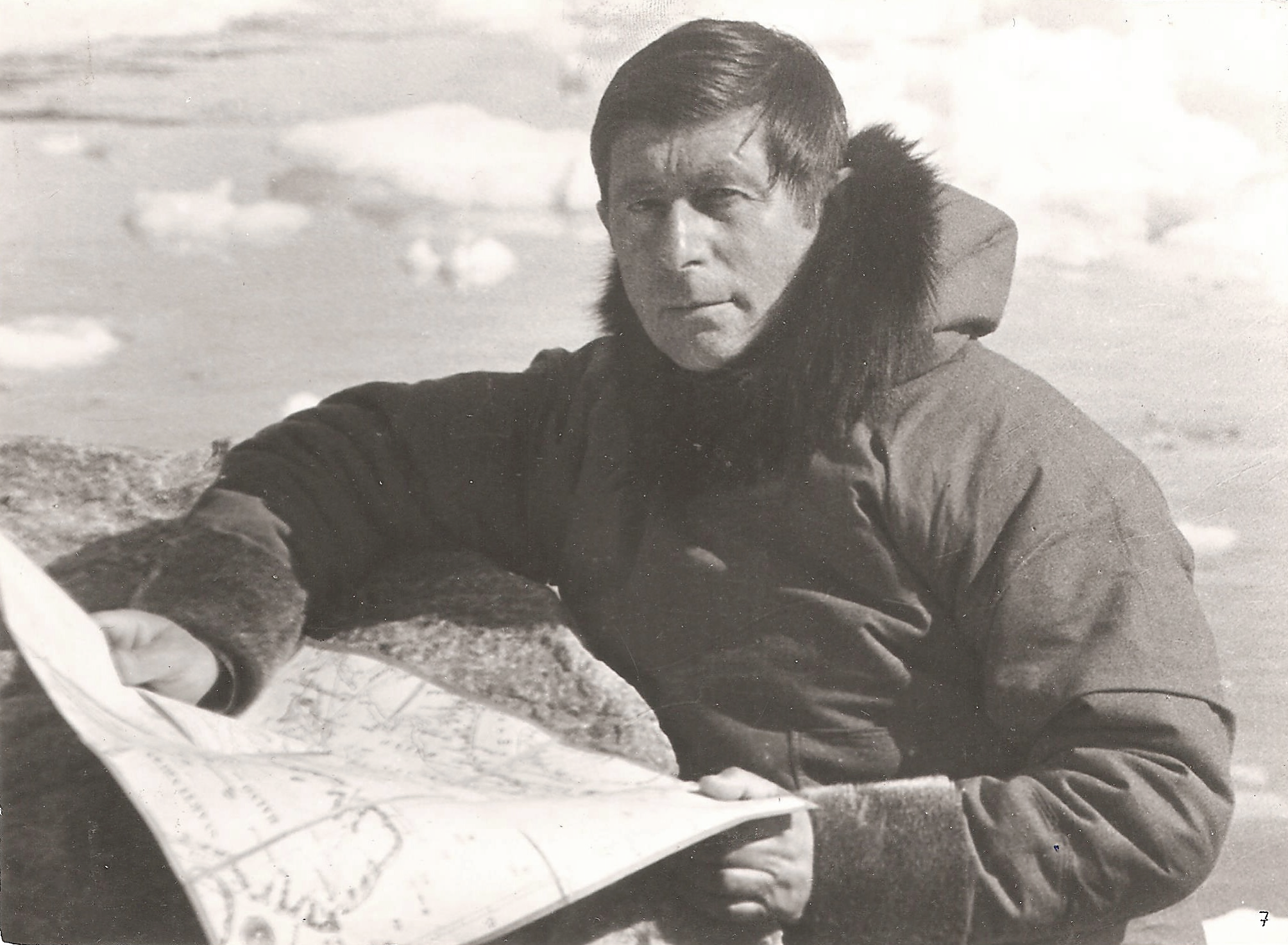
Кнуд Расмуссен

Вийшовши зі Сідні 26 червня, через чотири дні «Моріссі» зіткнулася з льодовими полями, де виявила відмінну маневреність під дизелем. На подолання 1440 миль до Гренландії знадобилося дев'ять днів. 6 липня висаджено вчених із Мічиганського університету, наступною ціллю був острів Диско. На перетин затоки Мелвілл знадобилося всього 29 годин (1917 року такий перехід зайняв 12 діб). У Туле ледь не сталося катастрофи: шхуна пришвартувалась до айсберга, на якому один із туристів надумав постріляти. Знаючи, що крижані гори влітку вкрай нестійкі, Бартлетт негайно наказав запускати дизель і підняти якір; справді, айсберг перекинувся. Вивантаживши запаси для факторії, капітан рушив до затоки Інглфілд. Тут під час припливу шхуна пройшла над підводними скелями, і під час відпливу виявилася майже на суші; корпус ліг набік. За шість годин, які тривав відплив, команда розвантажила трюми, і стала чекати на прихід води. Судно стало на кіль, але відкрилося кілька теч, важку працю команди (відкачування води з трюму ручною помпою зайняла 38 годин) полегшила поява ескімосів з Іти. Напівзатоплену шхуну направили до Упернавіка, до якого було 600 миль. У Туле несподівано виявилося, що Расмуссен мав рятувальний бот і водолазне обладнання, яке допомогло закрити найсерйозніші течі. Цим зайнялися особисто капітан Боб і Кнуд Расмуссен, одягнувшись у скафандри; крім конопачення та підведення пластиру, їм довелося видалити розщеплений фальшкіль. Бартлетт писав, що наявність такого обладнання за п'ятсот миль від Полярного кола, «воістину, була шансом на мільйон». «Моріссі» більше не загрожувало затоплення. Далі Бартлетт активно зайнявся ловом морської та придонної фауни, а також промірами глибин за допомогою ехолота, яке проводилося в протоках Сміт і Джонс, між островами Елсмір і Девон, а пізніше в протоці Ланкастер і затоці Понд, що тягнуться на захід від протоки Екліпс, на південь від острова Байлот.
У Гольстенборзі на борт повернулася команда професора Гоббса. На зворотному шляху поблизу Лабрадору в льодових полях втрачено гребний гвинт, але це не стало проблемою — льодові поля майже закінчилися, а під вітрилами шхуна легко робила по вісім-дев'ять вузлів, у середньому покриваючи 120 миль на добу. У Сідні прибули 22 вересня, де «Еффі Моріссі» помістили в док для ремонту. Виявилося, що бронзовий гребний гвинт утворював гальванічну пару зі сталевим дейдвудом, і руйнування спричинила корозія, а не пошкодження льодом. Повністю виправдала себе льодова обшивка з грінхірту: корпус майже не мав пошкоджень і потребував лише конопачення. Це дозволило одразу законсервувати судно на зиму в Бригусі. Двоє учасників подорожі опублікували книги про свої пригоди. Сам Бартлетт теж вирішив опублікувати книгу про свої подорожі; вона побачила світ 1928 року під назвою «Журнал Боба Бартлетта» у видавництві Патнема. Біограф Г. Горвуд стверджував, що усні оповіді та щоденники Бартлетта привів у літературний вигляд той самий «літературний раб», який раніше оформлював книги Роберта Пірі. Результати плавання повністю влаштували спонсорів, відтоді постійну підтримку надавав Інститут Карнегі. Втім, бюджет наукових установ був обмеженим, тому Бартлетт вважав за краще брати багатих туристів та мисливців, та шукати інші шляхи для заробітку. Наприклад, у плаванні 1926 року в морі знайдено білих ведмедів, що пливли. Самку застрелили, а двох ведмежат виловили та успішно продали Зоологічному товариству Нью-Йорка.
Патнем у сезон 1927 року запропонував Бартлетту здійснити подорож до басейну Фокса та до проток Ф'юрі та Гекла, які відкривали Північно-Західний прохід. Відплиття відбулося з Брігуса — малої батьківщини Бартлетта — 23 червня 1927 року. Першу зупинку зроблено на острові Скульпін, де передбачалася наявність залишків поселення вікінгів у Новому Світі. Розвідка на місцевості показала, що острів колись був лісистим. Виявлено залишки кам'яно-дернових ескімоських споруд, але нічого схожого на скандинавські будинки залізної доби. 4 липня рушили далі, і негайно були затиснуті льодовим полем. Втрачено гребний гвинт і пошкоджено сальник гребного валу. Лише на посту Амаджуак вдалося кренгувати судно і поставити новий гвинт, а також узяти ескімоського лоцмана до мису Дорсет. У протоці Фокса заарканили живцем білого ведмедя, який уже на палубі вирвався і вчепився у снасті. Спритність першого помічника Вілла Бартлетта дозволила пристрелити звіра перш, ніж він завдав шкоди такелажу. Під час туману у відплив «Моріссі» сіла на мілину; саме в цих місцях під час припливу вода піднімалася майже на сорок футів. Коли вода пішла, навколо судна, що стояло на ґрунті, можна було ходити, не замочивши ніг. Дуже небезпечним виявився шестифутовий припливний вал, що рухався із семивузловою швидкістю. Був порваний анкерний канат, але якірний ланцюг витримав. Подальший шлях проходив через льодові поля та айсберги. Це не завадило розпочати пошуки острова-примари Спайсера, які не виявили нічого, крім морських глибин, на місці його позначення на карті. Гирло проток Ф'юрі і Гекла було забите льодом, тому Бартлетт вважав за краще повернути до мису Дорсет, де залишилася група вчених. Знову проникнути в цей район і більш-менш надійно картографувати його Бартлетту вдалося лише 1934 року. 1937 року Єльський університет опублікував матеріали досліджень морської фауни цього району.

### Подорожі 1930-х років

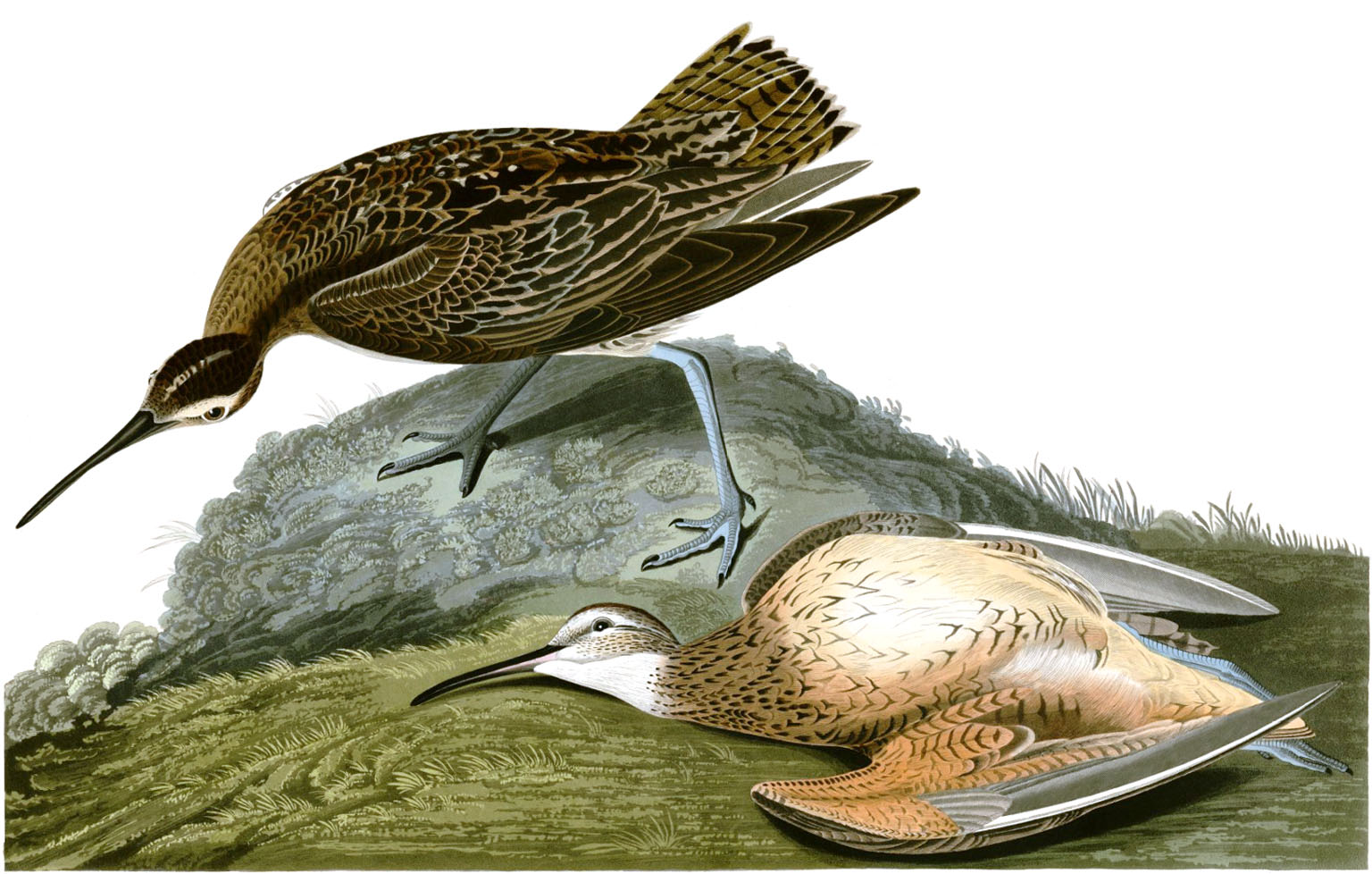
Ескімоський кроншнеп на ілюстрації Одюбона

1928 року Музей природознавства відрядив Бартлетта в російський сектор Арктики для збору біологічних зразків. 1929 року він здійснив похід на Лабрадор з кіноекспедицією Моріса Келлермана, який її і спонсорував. Далі протягом трьох сезонів працював на північному сході Гренландії, майже не вивченому на той момент. Його головним спонсором і замовником виступив Музей американських індіанців, керівництво якого 1930 року побажало вивчити ареал проживання ескімосів на крайній Півночі; далі приєдналися ще вісім організацій. Бартлетт із рекламною метою назвав своє плавання «Експедицією в загублену землю ескімосів». Цього разу шхуна зайшла до Ісландії, оскільки Бартлетта запросили на святкування тисячоліття найстарішого парламенту Європи — альтингу. Далі рушили відкритою водою паралельно льодовим полям. Від 9 до 11 липня 1930 року «Моріссі» пройшла прогалинами і досягла материкового берега, де пришвартувалася до айсберга за дев'ять миль від суходолу. Подальші дослідження проводилися під час санних походів, якими командував археолог Джуніус Бірд. Бартлетт залишався на судні, займаючись збором морських зразків. Далі «Моріссі» потрапила в зону сильного стиску, коли вали торосів піднялися вище за рівень палуби, що нагадало Бартлетту загибель «Карлука». Капітан оголосив готовність до евакуації та спустив на лід моторний бот. Однак дубова конструкція витримала, і шхуна зісковзнула на відкриту воду в ополонці. Це дозволило пройти ще на 100 миль на північ у Германія-Харбор і виявити покинуті ескімоські стійбища. Це був єдиний теплий сезон, який дозволив досягти цих широт. На суходолі були великі луки з квітучими полярними маками, на яких паслися вівцебики. Натуралісти зібрали в цих місцях кілька сотень видів рослин та комах. На зворотному шляху в Данській протоці в точці з координатами 63° 42' пн. ш., 33° 42' з. д. Бартлетт спостерігав примітний міраж, який демонстрував гори Ісландії, відстань до яких тоді становила 335 миль. Для екіпажу, наскільки можна, передбачалися зручності. Оскільки однією з головних розваг у полярних експедиціях була їжа, Бартлетт намагався зробити її якомога розкішнішою. У його паперах збереглося меню обіду, поданого в морі 4 липня 1931 року на півдорозі від Ісландії до Землі Германії в Гренландії. У меню значилися: смажена телятина зі солодкою картоплею, горохом і буряком, маслини з томатним соком, флоридські фруктові пресерви, апельсинове морозиво, шоколадний пиріг, горіхи, інжир, шампанське Petit Gruyere St. Bernard і шеррі-бренді. Незабаром прийшли звістки про раптову смерть у Бригусі батька капітана — Вільяма Бартлетта. Роберт приспустив прапор і зібрав рідних у своїй каюті, де прочитав псалом 90.

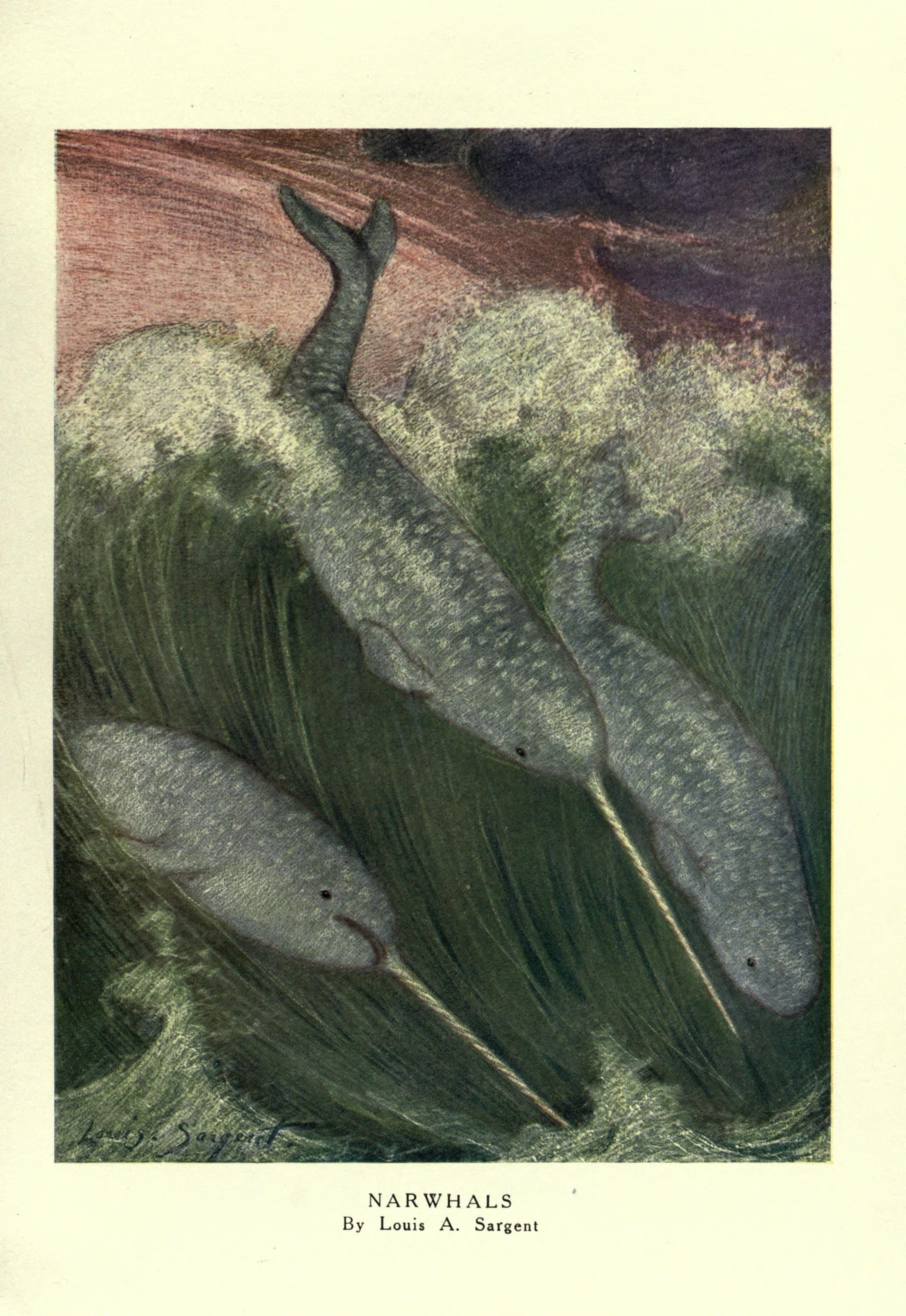
Нарвали на ілюстрації Льюїса Сарджента

За час власних подорожей Бартлетта не втрачено жодної людини. Від самого початку він вважав за краще працювати з земляками та родичами, зокрема, своїми дядьками та племінниками. Вчені, як правило, супроводжували капітана Боба протягом декількох сезонів: інтроверт за натурою, він надавав перевагу перевіреним людям, з якими вже порозумівся. Постійним фотографом та кінооператором став племінник Енджел Бартлетт, який досяг значного професіоналізму. Фірма Pathé платила Бартлетту 3900 доларів на рік і постачала фото- й кіноплівку, не приписуючи ні сюжетів, ні інших умов. Керівництво компанії було впевнене, що канадці нададуть затребувані публікою ефектні кадри. Боб Бартлетт одного разу навіть зіграв самого себе — капітана-промисловика — у художньому фільмі «Вікінг». Сцени за його участю відзняли в Сент-Джонсі, і критики відзначили його «пронизливий голос» та перебільшено-дилетантську манеру гри, в якій виявилася його природна жорсткість характеру .
Видана 1934 року книга «Плавання в льодах» не окупила навіть свого видання. Відомо, що в червні 1938 року автор отримав 13 доларів 50 центів відрахувань від продажу 45 примірників, а ще через шість місяців — 29 доларів 10 центів (97 примірників). З надрукованих 600 екземплярів за п'ять років вдалося продати приблизно половину: Бартлетт скаржився, що книга «не дозволила навіть сплатити рахунки за тютюн». У рік її видання він викинув люльку за борт, і більше ніколи не курив. Головним джерелом існування капітана стали туристи, багато з яких ходили з ним не по одному сезону, попри те, що з одного пасажира стягувалася плата 1000 доларів. Був серед них і продюсер «Вікінга», який загинув під час кіноекспедиції, Ворик Фріссел. Клієнтурою капітан Боб дорожив, і тому відхилив пропозицію Річарда Берда очолити морську частину експедиції до Антарктиди. Гонорари витрачалися на утримання ферми та ресторану в Бригусі, якими розпоряджалися мати та сестри. 1928 року він пожертвував церкві в Бригусі 28 доларів, і ще передав 167 доларів морякам Нантакету, які втратили снасті та човни під час урагану. Племінники служили за платню, Енджел на отримані від капітана подарунки та гонорари зміг закінчити університет Макгілла; іноді дядько водив його до книгарні та оплачував будь-які бажання. З чотирьох племінників Роберта двоє стали лікарями, один — інженером і один — юристом. Почасти численні експерименти Бартлетта пояснювалися необхідністю заробляти під час «великої депресії». Він погоджувався на публічні виступи, але вважав, що гонорари були «сміховинно низькими», так, за виступ у жіночій школі про «загублену землю ескімосів» капітан отримав 50 доларів. Одного разу він був змушений просити організаторів його лекцій у Чикаго сплатити йому дорогу назад до Брігуса. У Королівському канадському банку 1939 року на рахунку капітана зберігалося лише 47 доларів. Згодом кількість запрошень зросла, хоча лекції ніколи не були стабільним та постійним джерелом заробітку. Наприклад, 1937 року капітанові платили від 150 до 200 доларів за виступ, 25 % яких належали його агенту. Вдалося укласти рекламний договір із фірмою «Remington Arms», продукцією якої Бартлетт справді користувався. Ще в 1940-і роки ім'я Бартлетта поміщали на коробки «Сніданку для чемпіонів» фірми «Wheaties».
У сезон 1933 року Бартлетт на «Еффі Моріссі» дістався Іглуліку. Того року капітан знову працював за завданням Музею американських індіанців, науковим загоном керував Джуніус Бірд. Виявилося, що в цих місцях взагалі не відчувався вплив західної цивілізації, а місцеві ескімоси користувалися кам'яними знаряддями і не знали європейських виробів. Під час експедицій Бартлетт доставив перші повні опудала нарвалів (за три екземпляри він отримав 400 доларів), відпрепаровані скелети та гіпсові зліпки, привіз для зоопарків десятки живих вівцебиків, моржів і білих ведмедів, а також безліч препарованих голів, шкур тощо. Роберт Бартлетт відзначав у щоденнику скорочення біорізноманіття в Арктиці. Так, ще 1926 року він помітив, що постачання експедиції м'ясною їжею не було такою легкою справою, як 1898 року. Помітив він також вимирання ескімоського кульона, який у дні його дитинства ще був промисловим птахом, а також повсюдне зникнення колоній ґаґ через полювання на їхній пух та яйця. Однак, Бартлетт щиро не розумів, що Пірі і він сам відіграли істотну роль у винищенні великої дичини в заполярних регіонах, коли закидали у високі широти десятки людей і сотні їздових собак, забезпечуючи їх «від землі».
У літній сезон 1935 року Бартлетт на «Еффі М. Моріссі» відплив, маючи на борту дітей мільйонерів, які мали відчути смак «справжньої чоловічої справи». При підході до Бригуса 24 серпня шхуна потрапила до урагану надзвичайної сили, коли вітер досягав швидкості 85 миль на годину. Бартлетт знехтував попередження по радіо та заклики матері перечекати бурю на суші, відмовляючись тим, що обіцяв повернути своїх стажерів до 1 вересня до Нью-Йорка. Як наслідок, йому довелося вкотре доводити надійність конструкції та морехідні якості шхуни та своє мистецтво судноводія: судно не було пошкоджено, всі втрати обмежилися двома розірваними вітрилами, ніхто не був навіть пораненим. Тієї ж ночі на маршруті Бартлетта зазнали аварії ще три судна, були загиблі. З багатьма молодими стажерами капітан довгий час листувався, його навіть запрошували на весілля та хрестини. Останні поїздки відбулися 1939 року (дев'ять студентів престижних коледжів поклали вінки до пам'ятника Пірі на мисі Йорк у Гренландії) і 1940 року.
Аж до 1940 року щорічні експедиції Бартлетта спонсорували наукові товариства та інститути США для збирання біологічних та етнографічних матеріалів.

### На службі американського уряду. Смерть

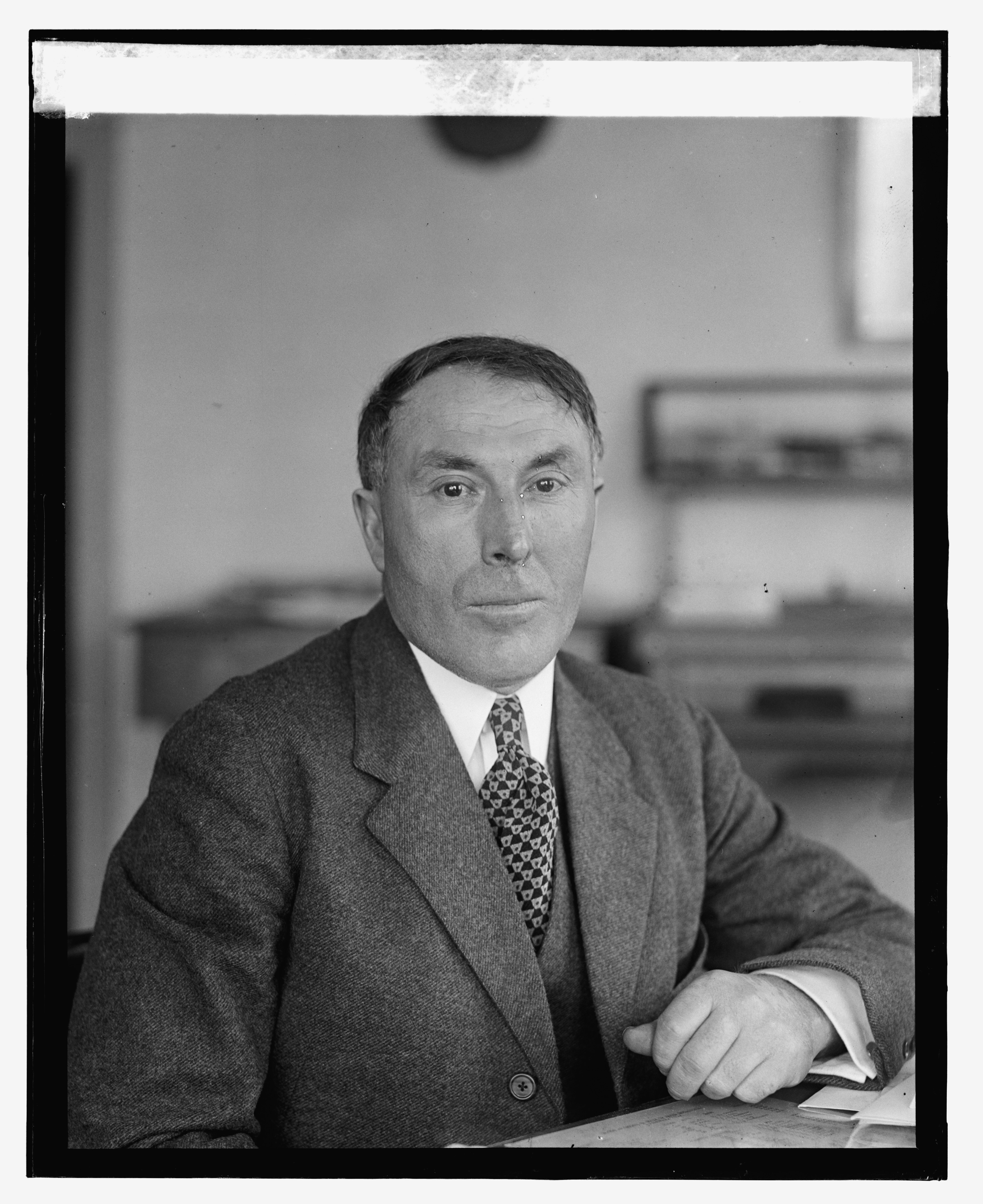
Роберт Бартлетт 1923 року. Фото з колекції Бібліотеки Конгресу

1940 року, коли в Європі йшла Друга світова війна, американський уряд направив комплексну арктичну експедицію для розвідування повітряних трас та відповідних місць базування авіації на території островів Елсмір, Гренландія та Ісландія. Бартлетта відправили до Північно-Західної Гренландії, приблизно в ті самі широти, де він побував з Пірі 1909 року. Виконавши завдання, він, судячи з листування, почав замислюватися про відставку: йому виповнилося 65 років, він мав значні статки і нерухомість і був шанованою в Бригусі людиною. Проте 1941 року військове відомство США мобілізувало «Еффі М. Моріссі» як судно постачання в Гренландії. Сам Бартлетт не підлягав призову за віком, але погодився піти добровольцем, як і його рідня та постійні члени екіпажу з Брігуса. Військові експедиції були важкими, оскільки проходили в сезон від квітня до середини жовтня чи початку листопада. Судновий журнал і щоденник Бартлетта були сповнені критичних зауважень на адресу флотського начальства, дії якого здавалися йому марнотратними та неефективними. Якось він прямо поставив у щоденнику риторичне запитання (у віршованій формі): "Цікаво, чи варто за перемогу… боротися? "(I wonder if winning… is worth fighting for?). Взимку шхуна базувалася в Нью-Йорку, а капітана поселили в готелі «Мюррей». Платня дозволяла йому задовольняти культурні запити: він продовжував вирізувати й наклеювати вірші з журналів у свій щоденник, полюбив поезію Вордсворта, із задоволенням читав романи сестер Бронте і Джейн Остін, відвідував концерти Рахманінова в Карнеґі-холі, і регулярно користувався бібліотекою Клубу першопрохідців. Люди, які знали Бартлетта, відзначали, що він пам'ятав усі більш-менш значні звіти про полярні експедиції чи не напам'ять.
1942 року команда Бартлетта повинна була доставити обладнання та персонал двох військових баз (Grystal One та Grystal Two) до Гудзонової протоки та затоки Унгава. Виконавши завдання з великим ризиком (глибини були дуже малі), Бартлетт пішов у Фробішер-Бей, який тоді ще не був картографованим, де за допомогою ехолота проміряв фарватери і склав лоцію. 1943 року забезпечував постачання робіт у протоці Фладсона, а в 1944 і 1945 роках був направлений на схід і захід Гренландії для зміни екіпажу американських баз, які тоді ще не постачалися повітряним шляхом. Під час війни, 1943 року, померла Мері Джемайма Бартлетт — мати Роберта. Він сам перебував у плаванні, а після повернення одного разу висловив жаль, що вона ніколи не зустрічалася з Робертом Пірі.
Після закінчення війни «Моріссі» була демобілізована, проте зиму 1946 року капітан за звичкою провів у Нью-Йорку. Його репутація була такою великою, що ресторан готелю, де він жив, найняв кухаря, щоб той подавав сніданок Бартлетту о шостій ранку, коли той звик вставати. У журналі «National Geographic» опубліковано статтю 70-річного моряка про авіабази в Арктиці (номер вийшов вже після смерті Бартлетта). У квітні, напередодні початку сезону Бартлетт застудився, але спочатку не ставився до захворювання серйозно. Його племінник Джеймс Дав, медик за фахом, поставив дядькові діагноз «пневмонія» і наполіг на негайній госпіталізації. Через три дні, 28 квітня, Роберт Абрам Бартлетт помер. Його сестра Елеонора, отримавши телеграму з Нью-Йорка, спробувала вилетіти літаком, але погода була нельотною і вона не встигла застати його в живих. Племінник Енджел, який терміново прибув з Монреаля, вирішив відвезти тіло до Брігуса, у поїзді до нього приєднався молодший брат покійного Вілл Бартлетт, який і зайнявся похованням. Заочне відспівування капітана Боба провели у методистській церкві на Парк-авеню, були присутні 700 осіб, серед них Метью Генсон, Вільялмур Стефанссон та вісім інших членів Клубу першопрохідців. У пресі опубліковано численні некрологи, автори яких іноді навіть не згадували, що він був уродженцем Ньюфаундленду (який на той час був окремим британським домініоном), і все життя ходив на судах, приписаних до рідних місць, з екіпажами із земляків. У некролозі, опублікованому Американським географічним товариством, стверджувалося, що звістки про смерть Бартлетта стали «шоком». У некролозі в газеті The New York Times відзначали, що його щорічні подорожі в Арктику були подібні до поїздки за місто, і всіляко підкреслювався зоряний статус покійного і його авантюрний склад характеру. У Канаді його смерть було знехтувано.

## Пам'ять

### Нагороди
Роберта Бартлетта відзначено багатьма громадськими та державними нагородами:
- Медаль Пірі[en], яку Конгрес США заснував на честь досягнення Північного полюсу (1945)[136].
- Медаль Чарлза Делі[en] Американського географічного товариства (1925)[136].
- Пам'ятна медаль Королівського географічного товариства (1910).
- Медаль Клубу першопрохідців (1909).
- Медаль Географічного товариства Філадельфії (1909).
- Медаль Географічного товариства Італії (1910).
- Медаль Габбарда як людині, що найближче підійшла до Північного полюсу (1909).
- Медаль Гарвардського клубу мандрівників за дослідження Арктики (1914).
- Нагорода Королівського географічного товариства тим, хто повернулися з подорожі на «Карлуці» (1914).
- Почесний ступінь магістра Боудін-коледжу (1920)[137].
- Почесний бойскаут[en] (1927)[Прим. 10].

1969 року капітана Бартлетта включено до списку осіб національного історичного значення Канади.

### Історіографія

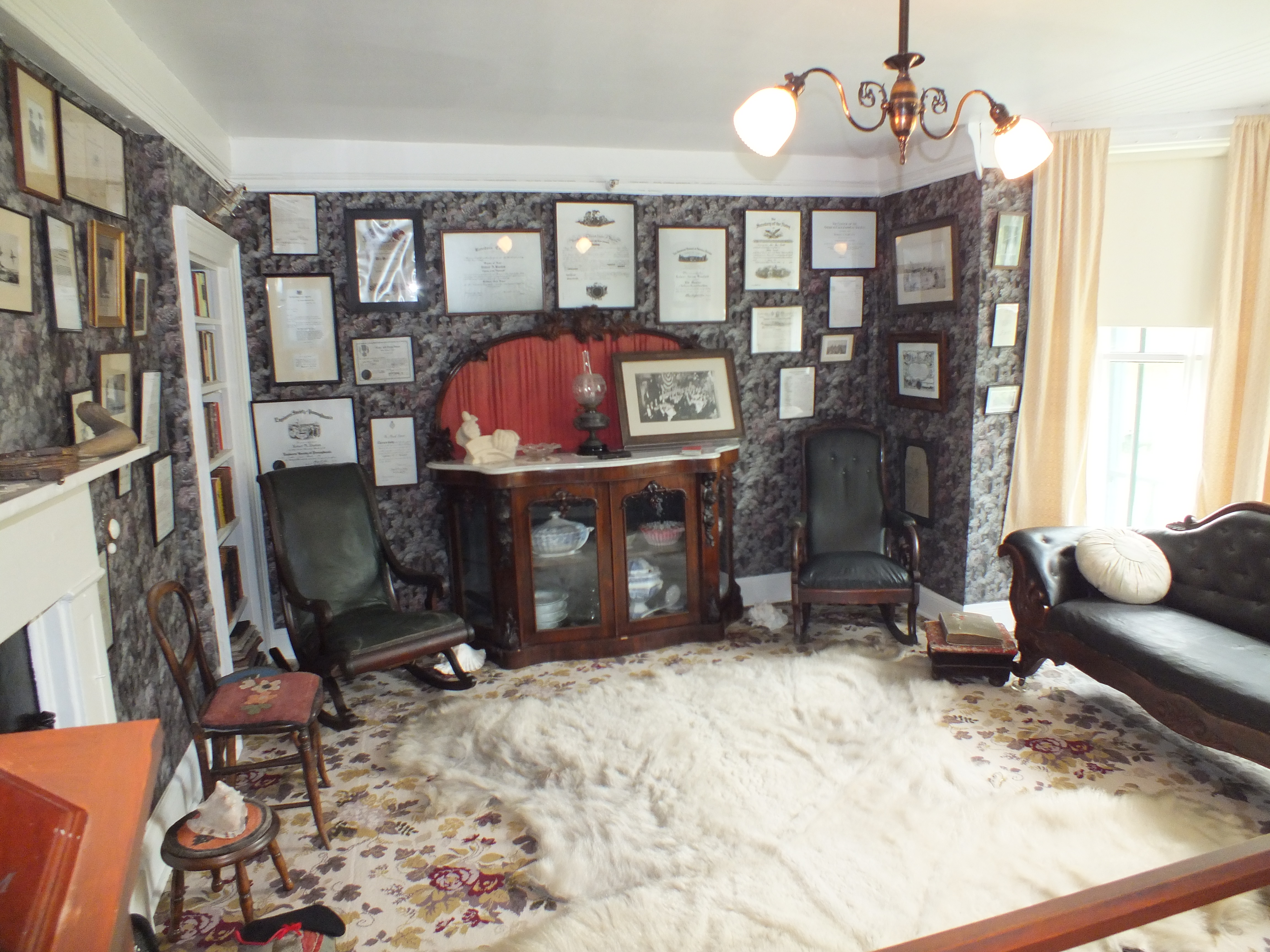
Вітальня в

Перший життєпис мореплавця опублікував 1977 року письменник Гарольд Горвуд під назвою «Бартлетт: великий канадський мандрівник». Головним його завданням було показати канадським співвітчизникам важливість досягнень полярного капітана. 2018 року канадська дослідниця Мора Ганраган представила нову книгу «Звільнена людина: арктичне життя капітана Роберта Бартлетта» яку рецензент назвав «головним життєписом». У рецензії Джеймса Кендоу (відставного співробітника «Парків Канади») показано, що Ганраган зробила акцент на критичній оцінці ролі Бартлетта в «першовідкривальних» рекордах, продемонструвала його схильність до расизму, сексизму та класовому поділу. Пасажі, присвячені останнім предметам, названо «дрібними та перебільшеними», хоча пояснювалися спробою переглянути «культовий» статус Бартлетта на його малій батьківщині в Ньюфаундленді. Також критикувалася пристрасть біографа до домислів та «аматорського фрейдизму» при спробі реконструкції особистості. Дж. Кендоу зазначив, що біографія М. Ганраган може використовуватися лише додатково до «канону» Горвуда, зважаючи на наявність суттєвих помилок та замовчань. У рецензії політолога Даніти Бурк (Університет Південної Данії) також наголошується на ідеологічній складовій біографії Ганраган, присвяченій «вивченню колонізаторів» через деконструкцію біографії одного з них. При цьому переваги книги також незаперечні, особливо щодо контексту діяльності Бартлетта і його взаємин з Пірі та Стефанссоном, відносин у сім'ї. Д. Бурк також наголошувала на схильності авторки до непідтверджених заяв, наприклад, одночасних натяків на гомосексуальність Бартлетта і наявність у нього позашлюбних дітей, або пояснення «параноїдною секретністю» інтровертності моряка. Ганраган також засуджуєть за те, що вона описує біографію Бартлетта як «ганебну», оскільки він схвалював «тягар білих» та «цивілізування» корінних народів. Ідеологізованість також дається взнаки в спробах очорнити діяльність Бартлетта-письменника, який, нібито, використовував "літературних рабів ", хоча жодних прямих доказів тому не наводиться, більш того, принаймні один раз заявляється дещо протилежне.
Дослідниця Дженіс Кейвелл (Товариство Гакліта) окремо розглянула гострі розбіжності істориків полярних експедицій щодо якості керівництва Стефанссона та Бартлетта, та ступеня їхньої провини в аварії «Карлука» та загибелі одинадцяти полярників. З'ясовується, що здебільшого позиція дослідників заснована на наданні переваги позиції Бартлетта або Стефанссона, вираженої в їхніх опублікованих працях та щоденникових записах. Сама Дж. Кейвелл прямо стверджує, що екіпаж було набрано випадково, а експедиція була погано підготовленою і мала непридатний корабель, і відповідальні за це однаково як Стефанссон, так і Бартлетт. Подібну критику висловлювали Роберт Вальц і Девід Енгл.

### Будинок-музей
Родинний будинок Бартлеттів 1978 гоку включено до списку національних історичних місць Канади, а 1987 року племінник Роберта — глава Верховного суду Ньюфаундленду Руперт Бартлетт — передав будинок із його вмістом у дарунок нації, віддавши під управління «Парків Канади». Після реставрації 1995 року будинок-музей відкрито для публіки. У ньому зберігається понад 3500 сімейних реліквій, а також документи та вирізки з преси, які цілеспрямовано збирала мати Роберта Бартлетта. У будинку також є колекція картин Роквелла Кента, творчість якого цінувала Мері Джемайма Бартлетт.

### Інше
1933 року на честь капітана названо вид форамініфер Elphidium bartletti, зразки яких він привіз із одного з арктичних плавань. 1969 року ім'я Бартлетта отримало допоміжне судно CCGS Bartlett берегової охорони Канади. 2009 року Бартлетта зображено на 54-центовій поштовій марці.

## Публікації
- Bartlett R. A., Hale R. The last voyage of the Karluk : flagship of Vilhjalmar Stefansson's Canadian Arctic Expedition of 1913-16. — Toronto : McClelland, Goodchild & Stewart Publ., 1916. — 329 p.
- Bartlett R. A. The log of Bob Bartlett : The true story of forty years of seafaring and exploration. — New York & London : G. P. Putnam's Sons, 1928. — xii, 352 p.
- Bartlett R. A. Sails over ice : Account of author’s arctic voyages in schooner Effie M. Morrissey, 1925—33. Includes account of building of memorial to R.E. Peary at Cape York, northwest Greenland, 1932 / with a foreword by Lawrence Perry. — New York, London : C. Scribner's Sons, 1934. — xii, 301 p.
- Бартлетт Р. Последнее плавание «Карлука» / Сокр. пер. с англ. В. А. Дилевской. — Л. : Изд-во Главсевморпути, 1936. — 191 с. — (Полярная библиотека).